# Tombe dei Nobili

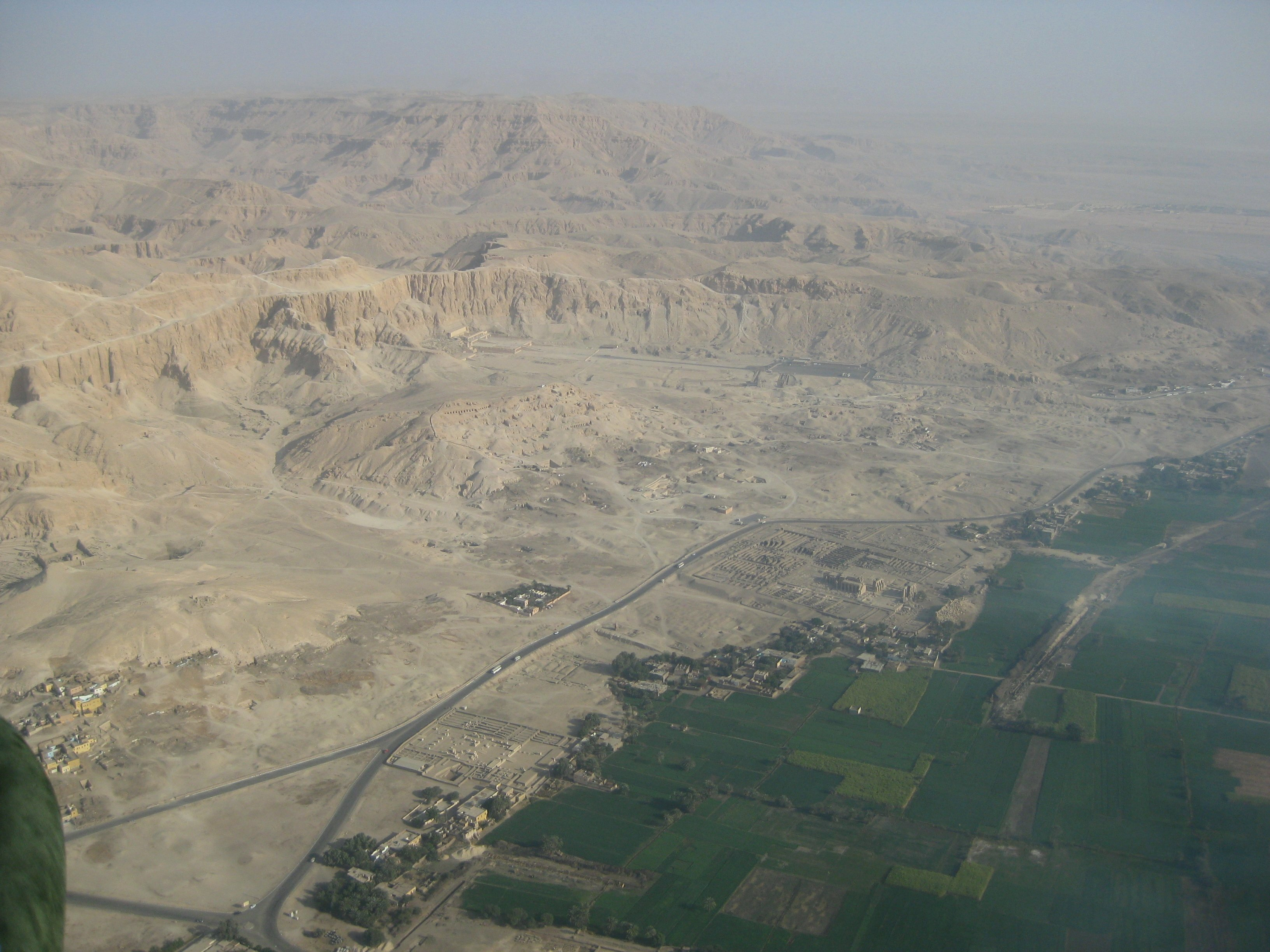
Veduta aerea dell'area

L'area normalmente e genericamente indicata come "Tombe dei Nobili" comprende, di fatto, l'intera area tebana sulla riva occidentale del Nilo dinanzi alla città di Luxor destinata a sepolture di nobili e funzionari connessi alle case regnanti, specie della XVIII-XIX e XX dinastia (confluenti nel Nuovo Regno). L'area venne tuttavia sfruttata, come necropoli, fin dall'Antico Regno e, successivamente, sino al periodo Saitico (con la XXVI dinastia) e Tolemaico.
Le tombe censite (benché ad oggi non tutte individuabili sul terreno) sono oltre 400. Erano originariamente contrassegnate da uno o più coni funerari in argilla infissi nella parete anteriore, che indicavano il nome, il titolo dell'occupante e, talvolta, brevi preghiere. Benché siano ad oggi stati recuperati oltre 400 coni funerari, solo per 80 di essi è stato possibile individuare la collocazione originaria.
Anche se non rientranti nella categoria dei "nobili", si è soliti comprendere in tale ampia localizzazione e denominazione anche le necropoli degli operai e delle maestranze di Deir el-Medina che realizzavano le sepolture, specie reali, e che delle tombe curavano la manutenzione.
Si tratta nel complesso di sette distinte necropoli:
- el-Assasif: situata a sud della necropoli di Dra Abu el-Naga, nella piana di Deir el-Bahari, ospita prevalentemente sepolture della XVIII - XXV e XXVI dinastia.
- el-Khokha: sita nella piana di Deir el-Bahari, a poca distanza dalla necropoli di el-Asassif, ospita oltre 50 tombe della XVIII-XIX e XX dinastia, nonché 3 del Primo Periodo Intermedio.
- el-Tarif: posta quasi all'ingresso della Valle dei Re, la necropoli di el-Tarif è la più antica dell'area tebana[2] e ospita tombe del tardo Primo Periodo Intermedio, del Medio Regno e del Secondo periodo intermedio, nonché mastabe attribuite ai principi locali risalenti all'Antico Regno (IV e V dinastia)[3].
- Dra Abu el-Naga: ospita oltre 150 sepolture suddivise in due aree; l'una risalente al Medio Regno costituita da circa 100 tombe, e l'altra del Nuovo Regno da 60.
- Qurnet Murai: situata nei pressi del villaggio operaio di Deir el-Medina, si tratta di una piccola necropoli che ospita tombe di funzionari della XVIII-XIX-XX dinastia, nonché una del periodo tolemaico e una del periodo Saitico (XXVI dinastia).
- Sheikh Abd el-Qurna: situata sull'altura che sovrasta la piana di Deir el-Bahari ed i complessi templari di Mentuhotep II, dell'XI dinastia, Thutmose III e Hatshepsut della XVIII, ospita pochissime tombe dell'XI e XII dinastia, nonché circa 150 della XVIII-XIX-XX dinastia.
- Necropoli degli operai di Deir el-Medina: si tratta delle sepolture degli operai che operavano nella Valle dei Re. Tombe ad architettura cosiddetta "composita" in cui la sovrastruttura è costituita da una piccola piramide costruita in materiale povero e deperibile e da un ipogeo con un vano sotterraneo coperto da una volta a mattoni.

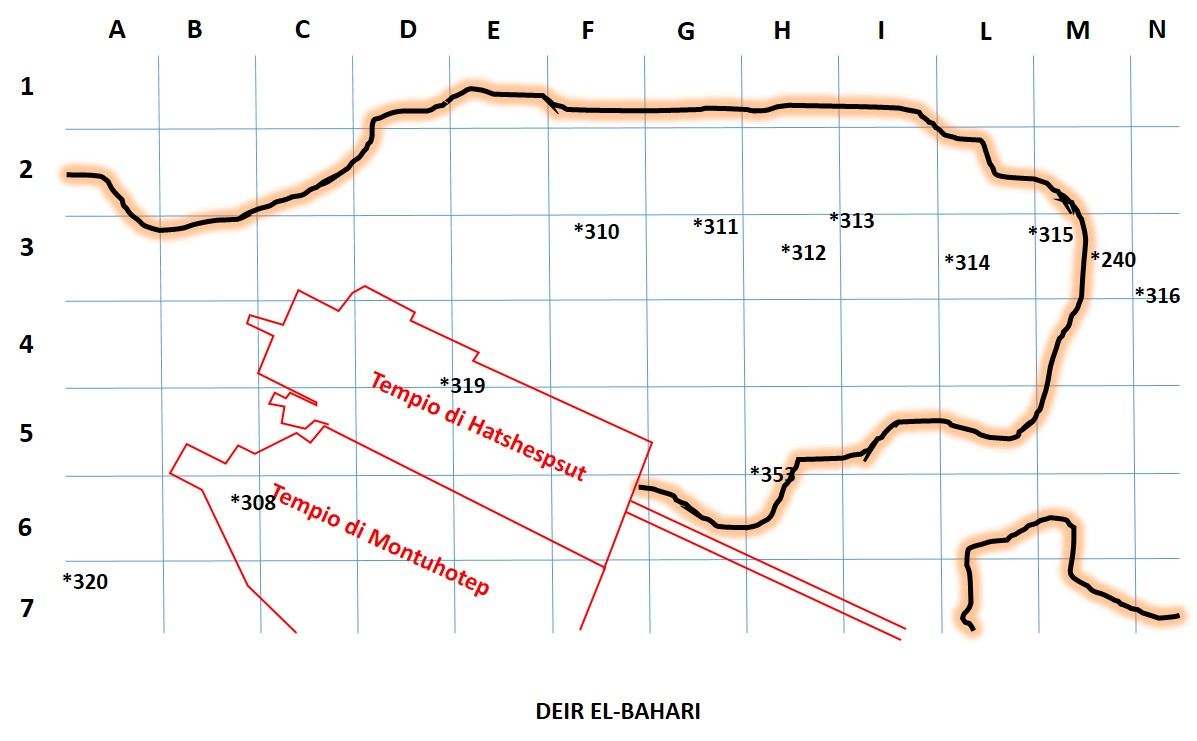
Planimetria schematica dell'area di Deir el-Bahari con l'indicazione delle Tombe dei Nobili presenti[N 4]
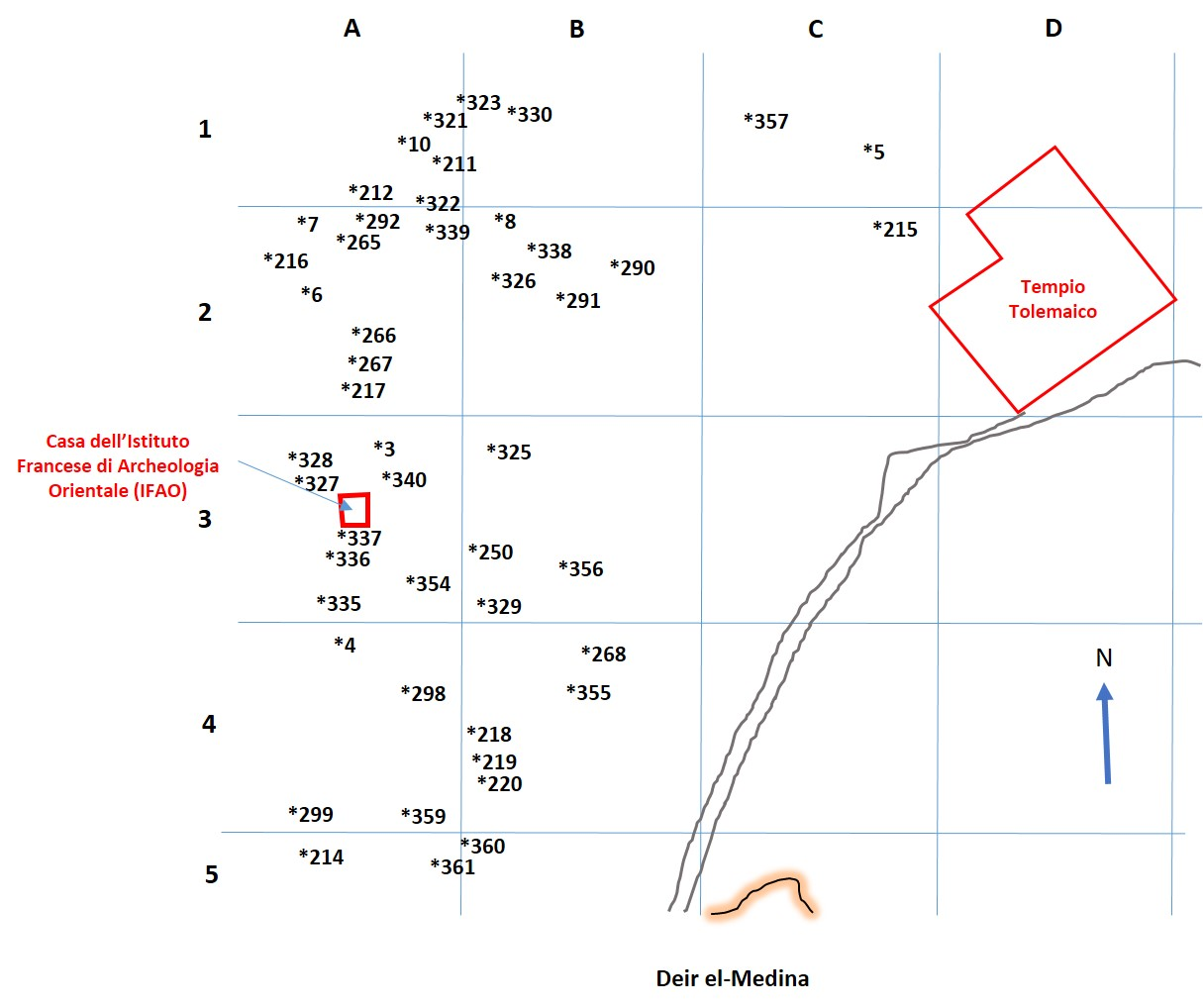
Planimetria schematica dell'area di Deir el-Medina con l'indicazione delle Tombe dei Nobili presenti
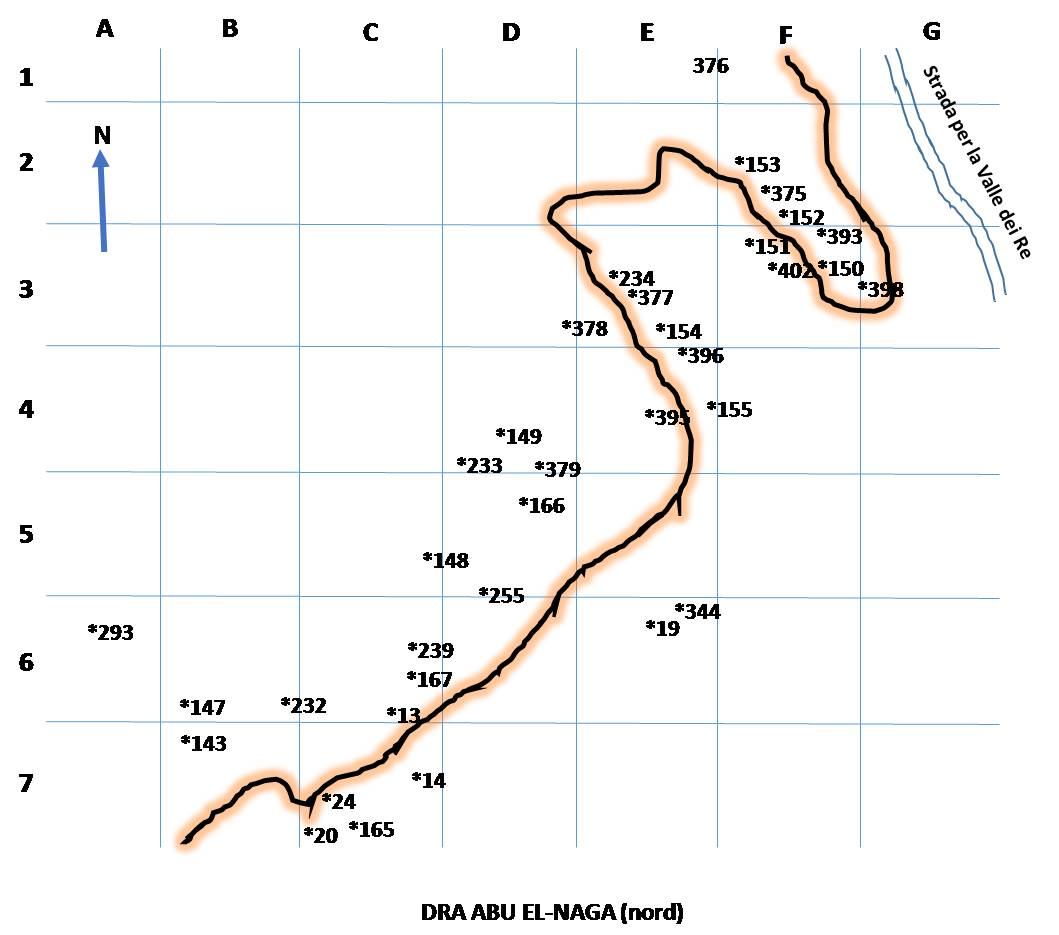
Planimetria schematica dell'area di Dra Abu el-Naga (area nord) con l'indicazione delle Tombe dei Nobili presenti
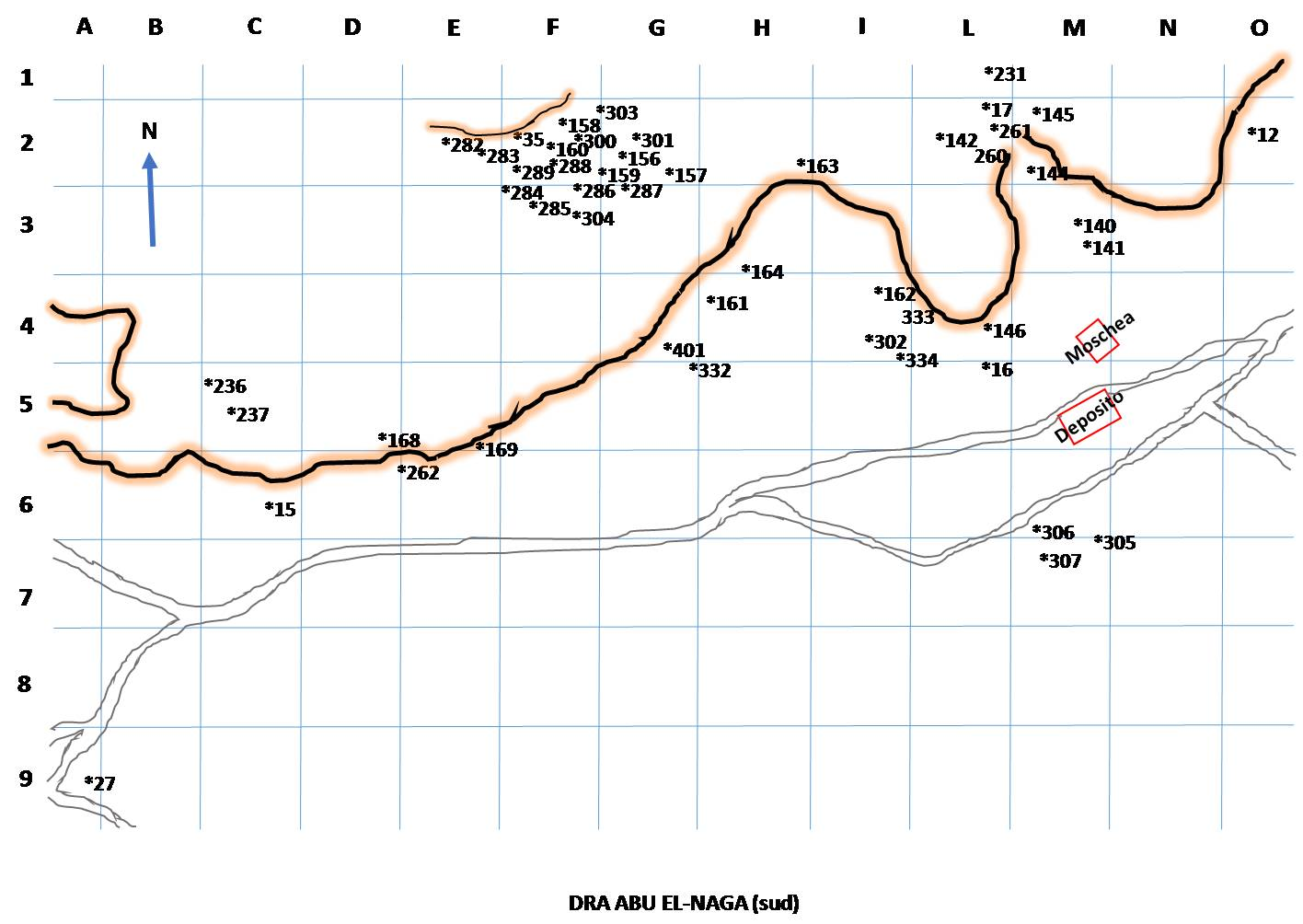
Planimetria schematica dell'area di Dra Abu el-Naga (area sud) con l'indicazione delle Tombe dei Nobili presenti
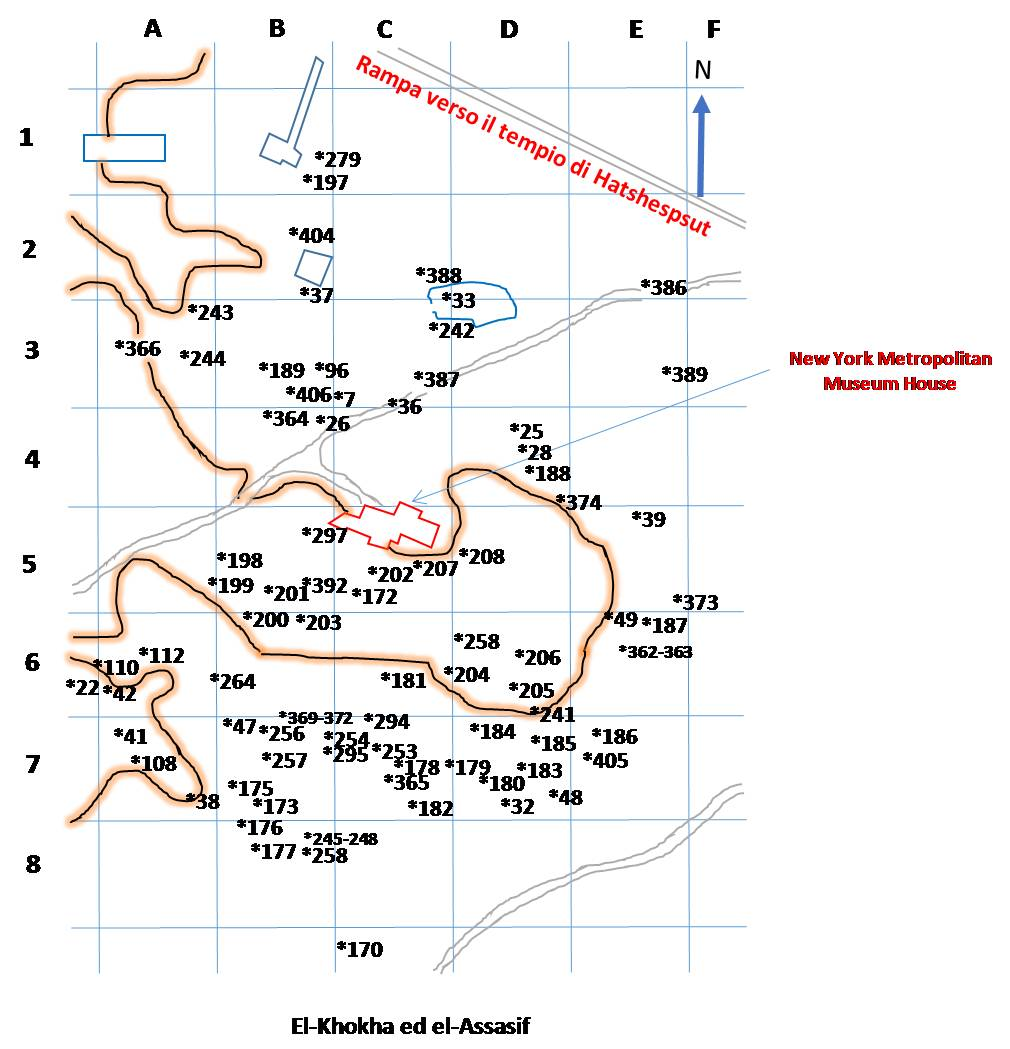
Planimetria schematica dell'area di el-Khokha ed el-Assasif con l'indicazione delle Tombe dei Nobili presenti
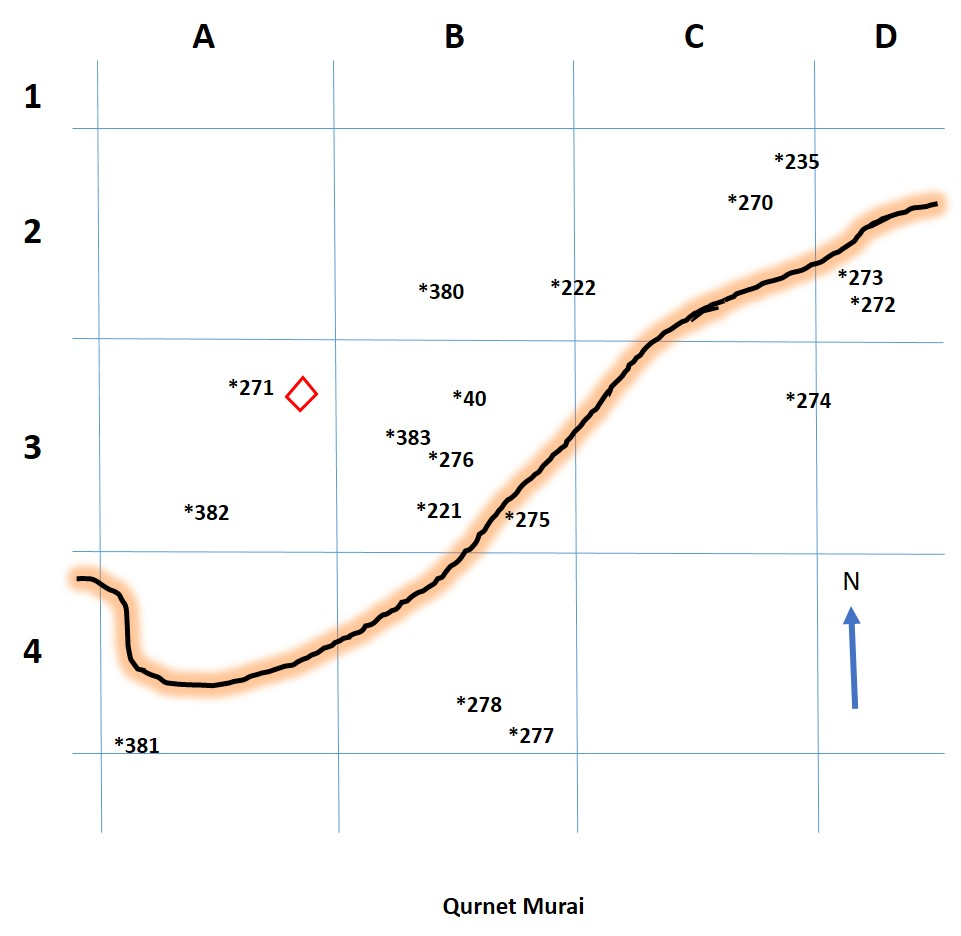
Planimetria schematica dell'area di Qurnet Murai con l'indicazione delle Tombe dei Nobili presenti
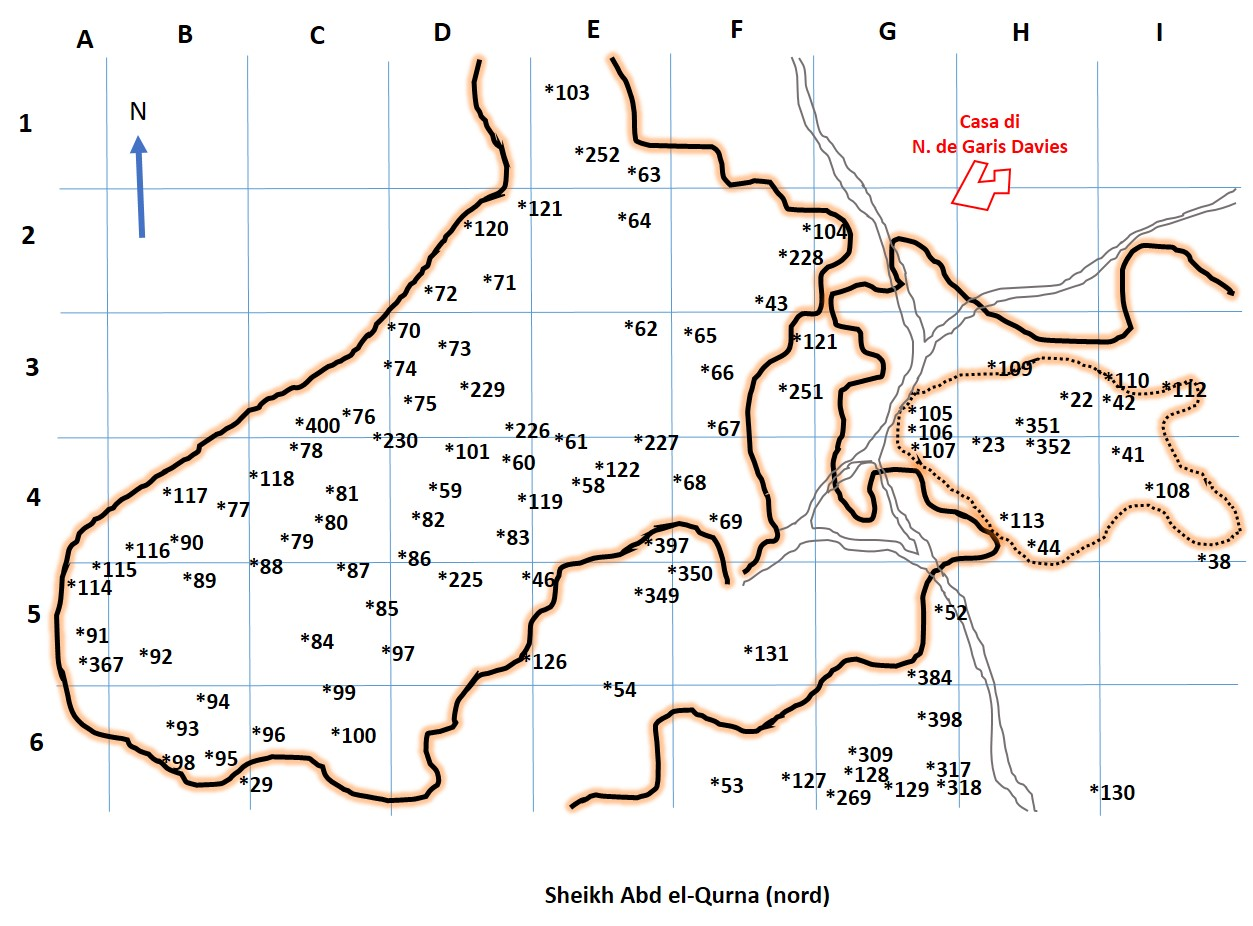
Planimetria schematica dell'area di Sheikh Abd el-Qurna (area nord) con l'indicazione delle Tombe dei Nobili presenti
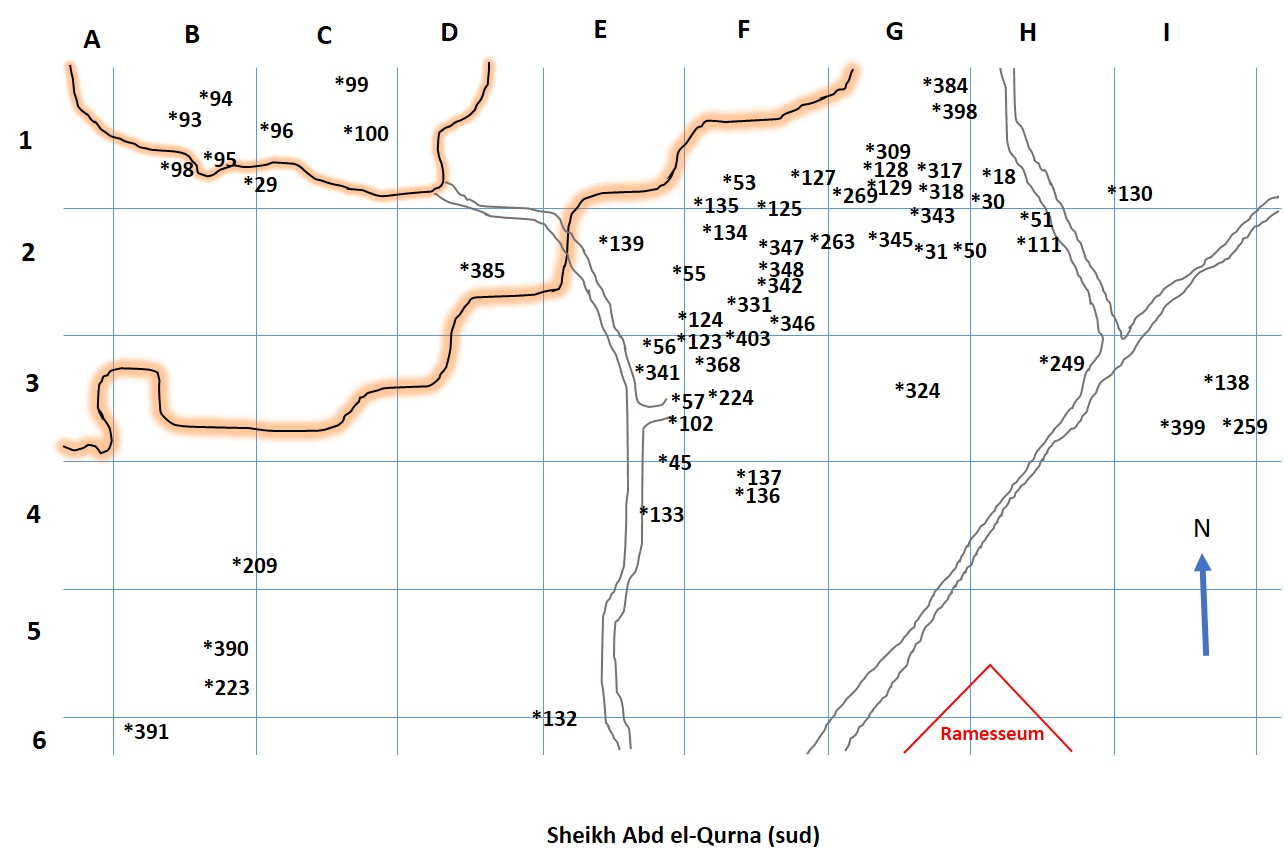
Planimetria schematica dell'area di Sheikh Abd el-Qurna (area sud) con l'indicazione delle Tombe dei Nobili presenti

## Topografia dei luoghi
La riva occidentale del Nilo, ove si trovano le necropoli, presenta una fascia di terra coltivata (che in passato era soggetta alle benefiche inondazioni nilotiche) larga circa 2 km; segue, con il naturale innalzamento del terreno verso le colline, una fascia sterile che per prassi e come in altre aree del paese, non essendo utile alla coltivazione, veniva destinata alle necropoli. Ulteriore vantaggio derivava dalla stessa aridità che garantiva maggiore durata dei sepolcri. L'importanza dell'area funeraria è affermata, come per la città di Luxor, specie in Periodo ramesside dalla presenza di un funzionario che recava il titolo di "sindaco (governatore) della città dell'Occidente".
In corrispondenza di Karnak, che si trova sulla sponda orientale del Nilo, si trova, quasi all'imboccatura della Valle dei Re, la necropoli più antica di el-Taref seguita immediatamente da Qurna e, procedendo da nord verso sud: Dra Abu el-Naga, el-Assasif, Deir el-Bahari, El-Khokha seguita da Sheikh Abd el-Qurna che un ampio vallone separa da Qurnet Marai dominata da una collina su cui si innalza il monastero copto che dà il nome alla retrostante valle di Deir el-Medina. Proseguendo verso sud si incontra la Valle delle Regine, mentre ad est si trova Medinet Habu, con il tempio funerario di Ramses III a sud del quale si trova l'immensa area occupata dal Palazzo reale di Amenhotep III, Malkata.

## Storia della riscoperta
Di fatto, salvo rare eccezioni, la presenza delle sepolture nell'area tebana è sempre stata nota quanto meno alle popolazioni locali, che ne avevano fatto spesso abitazione, ricovero per animali o cave per materiale da costruzione.
Solo tuttavia con l'apertura massiccia dell'Egitto ai viaggiatori occidentali, intorno all'Ottocento, si iniziarono attività più distruttive degli apparati architettonici e artistici. In tal senso deve intendersi che non si possa trattare tout court di scoperta, bensì di riscoperta dell'area e delle sepolture.
Nel corso dei millenni molte tombe erano state tuttavia usurpate o riutilizzate fino al periodo romano ed oltre. Successivamente, nel periodo copto, sulle tombe o all'interno delle stesse, o sugli alti cumuli di terra da riporto derivanti dagli scavi abusivi, vennero erette alcune strutture chiesastiche o monasteriali, in arabo "deir", che diedero, peraltro, il nome ad alcune delle necropoli .
Primo viaggiatore occidentale che raggiunse Tebe e le necropoli fu, agli inizi del XVIII secolo, l'abate francese Claude Sicard che nei suoi appunti di viaggio segnalò la presenza del "palazzo di Gurna" (con tale nome era noto, all'epoca, il Tempio funerario di Seti I di cui, oggi, non restano che labili tracce). A metà del Settecento il vescovo anglicano Richard Pococke seguì le orme di Sicard, e fu anzi il primo viaggiatore a menzionare tombe private tebane e a lasciarne rappresentazioni grafiche.
Nel 1799 fu la volta della spedizione napoleonica, seguita dai viaggi nell'area tebana di Giovan Battista Belzoni il quale, durante la sua prima missione in Egitto (giugno-dicembre 1816) trattò non solo delle tombe, ma anche delle popolazioni locali e dei loro costumi.
Tra il 1828 e il 1829 la zona fu rilevata, per la prima volta in maniera pienamente scientifica, dalla spedizione franco-toscana di Ippolito Rosellini e Jean-François Champollion, quindi dalla missione prussiana di Karl Richard Lepsius. Tra il 1824 e il 1828 soggiornò nell'area John Gardner Wilkinson, che nel 1837 pubblicò i tre volumi "Manners and Customs of the Ancient Egyptians" recanti informazioni e disegni delle rappresentazioni parietali delle tombe.
I primi scavi archeologici sistematici iniziarono nell'area solo nel 1855, con Alexander Henry Rhind che lasciò traccia dei suoi lavori in "Thebes, its Tombs and their Tenants", pubblicato nel 1862. Fu quindi la volta di Auguste Mariette che assunse la responsabilità dell'area in qualità di direttore del neo istituito Servizio delle Antichità. Ulteriori scavi nell'area vennero eseguiti nel 1878 da Victor Loret e, quindi da Flinders Petrie nel 1883.
Tra il 1907 e il 1939 le tombe furono oggetto di rilevazione e copia dei dipinti parietali a cura di una missione egiziana di cui facevano parte, tra gli altri, Norman e Nina de Garis Davies i cui lavori, in numero di oltre 300, sono oggi il cuore del dipartimento egiziano del Metropolitan Museum di New York. Nella maggior parte dei casi le riproduzioni riflettevano la situazione dei dipinti per come si trovavano all'atto del rilievo, compresi ogni danneggiamento causato dai millenni trascorsi o da intervento umano. In altri casi si preferì ricreare i dipinti per come dovevano essere quando erano nati
Al 1913 risale la pubblicazione di "Topographical Catalogue of the Private Tombs of Thebes", a cura di Alan Gardiner e Arthur Weigall, recante il primo elenco noto di 252 tombe.
Importante, per lo studio delle necropoli dell'area tebana, il volume 1 dell'opera di Bertha Porter e Rosalind Moss, in sette volumi nota come "Topographical Bibliography of Ancient Egyptian hierogliphic texts, reliefs, and paintings" la cui prima edizione, risalente al 1927, è stata poi successivamente sempre aggiornata ed ampliata dalla sola Rosalind Moss.
Molteplici sono state le missioni archeologiche di scavo successive nell'area, provenienti da ogni parte del mondo: inglesi, francesi, americane, tedesche, italiane, ungheresi, polacche, giapponesi.

## Sistema di numerazione delle tombe
Con il loro "Topographical Catalogue of the Private Tombs of Thebes" del 1913, Alan Gardiner e Arthur Weigall per la prima volta elencano 252 tombe delle necropoli tebane. Nella "introduzione" al volume si precisa che la numerazione utilizzata (e marcata all'ingresso di ciascuna tomba), non segue un ordine topografico, bensì, orientativamente, quello delle scoperte. Tale criterio viene criticato dagli stessi autori, che, tuttavia, ne caldeggiano l'impiego a livello accademico onde evitare, per il futuro, incomprensioni e confusione nella già "caotica letteratura di egittologia".
Dal 1913, ferma restando la numerazione assegnata da Gardiner e Weigall, le tombe di nuova scoperta sono state contrassegnate seguendo la stessa logica raggiungendo, ad oggi, il numero di 415 cui si debbono sommare altre tombe in attesa di assegnazione della numerazione o di cui, pur essendo nota storicamente ed archeologicamente l'esistenza, non è stata trovata traccia sul terreno.
Per l'impossibilità di seguire un qualsivoglia ordine logico, la distribuzione sul territorio appare caotica anche a causa di sovrapposizioni delle tombe o di ingressi in comune, o di accessi che si aprono in grandi cortili.

## Distribuzione delle tombe
Le Tombe dei Nobili sono distribuite cronologicamente in un arco che copre l'intera storia dell'antico Egitto, dall'Antico Regno al Periodo Tolemaico, con preminenza del Nuovo Regno e, segnatamente, della XVIII dinastia e del Periodo ramesside.

### Tabella "A": distribuzione per periodi
La tabella "A" riporta la distribuzione per periodo storico; nel caso della XVIII dinastia, più rappresentata, si è provveduto a differenziare il periodo in funzione dei regnanti. 
| Periodo                                                 | N.ro |
| ------------------------------------------------------- | ---- |
| Antico Regno                                            | 4    |
| Primo Periodo Intermedio                                | 1    |
| Medio Regno                                             | 16   |
| Nuovo Regno - XVIII dinastia (Ahmose I - Amenhotep I)   | 6    |
| Nuovo Regno - XVIII dinastia (Thutmosi I - Thutmosi IV) | 138  |
| Nuovo Regno - XVIII dinastia (Amenhotep III - Horemheb) | 39   |
| Nuovo Regno-Periodo ramesside (?)                       | 36   |
| Periodo ramesside                                       | 188  |
| XXI dinastia                                            | 3    |
| Terzo Periodo Intermedio                                | 2    |
| XXV dinastia                                            | 3    |
| Periodo Tardo                                           | 28   |
| Periodo tolemaico                                       | 1    |
| periodo non noto                                        | 10   |

### Tabella "B": distribuzione per necropoli
In tabella "B" la distribuzione per dinastie/periodi e per necropoli delle Tombe dei Nobili.
| Necropoli           | non noto | I Per. Int. | Medio R. | XI | XII | XVIII | XIX | XX | XXII | Saitico | XXV | XXVI | Tardo | Tolemaico |
| ------------------- | -------- | ----------- | -------- | -- | --- | ----- | --- | -- | ---- | ------- | --- | ---- | ----- | --------- |
| non nota            | 17       |             |          |    |     | 2     |     | 2  |      | 1       |     |      |       |           |
| Deir el-Bahari      |          |             | 1        | 7  |     | 2     |     |    |      |         |     | 1    |       |           |
| Deir el-Medina      |          |             |          |    |     | 7     | 33  | 10 |      |         |     |      |       |           |
| Dra Abu el-Naga     |          |             |          |    |     | 37    | 11  | 29 |      |         |     |      | 1     |           |
| El-Assasif          |          |             |          | 1  |     | 3     | 8   | 4  |      | 2       | 5   | 9    | 4     |           |
| El-Khokha           |          | 3           | 1        |    |     | 28    | 15  | 9  |      |         |     |      |       |           |
| Qurnet Murai        |          |             |          |    |     | 4     | 3   | 9  | 1    |         |     |      |       |           |
| Sheikh Abd el-Qurna |          |             | 1        | 3  | 1   | 100   | 20  | 15 |      |         | 1   | 1    | 2     | 1         |

## Elenco delle tombe

### Tombe dei Nobili - da TT1 a TT100
Le tombe da TT1 a TT10 sono ubicate nell'area di Deir el-Medina e presentano camere sotterranee con pareti dipinte.
| Catalogazione | Titolare | Titolo                                                                                         | Necropoli           | Dinastia/Periodo                                              |
| ------------- | --- | ---------------------------------------------------------------------------------------------- | ------------------- | ------------------------------------------------------------- |
| TT1           | Sennedjem | Servitore della sede della verità(artigiano reale)                                             | Deir el-Medina      | XIX dinastia (Ramses II)                                      |
| TT2           | Khabekhnet | Servitore della sede della verità (artigiano reale)                                            | Deir el-Medina      | XIX dinastia (Ramses II)                                      |
| TT3           | Pashedu | Servitore della sede della verità (artigiano reale)                                            | Deir el-Medina      | XIX dinastia (Ramses II)                                      |
| TT4           | Qen | Scultore di Amon (artigiano reale)                                                             | Deir el-Medina      | XIX dinastia (Ramses II)                                      |
| TT5           | Neferaabet | Servitore della sede della verità (artigiano reale)                                            | Deir el-Medina      | Periodo ramesside                                             |
| TT6           | Neferhotep e suo figlio Nebnefer                                                                                | Rispettivamente Capo degli operai e operaio della sede della verità (artigiani reali)          | Deir el-Medina      | XVIII dinastia (Horemheb); XIX dinastia (Ramses II)           |
| TT7           | Ramose | Scriba della sede della verità                                                                 | Deir el-Medina      | XIX dinastia (Ramses II)                                      |
| TT8           | Kha e Merit (marito e moglie)                                                                                   | Architetto e Capo della Grande Casa                                                            | Deir el-Medina      | XVIII dinastia (Amenofi II - Thutmose IV - Amenofi III)       |
| TT9           | Amenmose | Servitore della sede della verità (artigiano reale)                                            | Deir el-Medina      | Periodo ramesside                                             |
| TT10          | Penbuy | Servitore della sede della verità (artigiano reale)                                            | Deir el-Medina      | XIX dinastia (Ramses II)                                      |
| TT11          | Djehuty | Sovrintendente al tesoro                                                                       | Dra Abu el-Naga     | XVIII dinastia (Hatshepsut - Thutmosi III)                    |
| TT12          | Hery | Sovrintendete ai granai della regina e madre del re Ahhotep                                    | Dra Abu el-Naga     | XVII dinastia (Seqenenra Ta'o) / XVIII dinastia (Amenhotep I) |
| TT13          | Shuroy | Capo dei portatori di altare di Amon                                                           | Dra Abu el-Naga     | XX dinastia                                                   |
| TT14          | Huy | Prete puro di Amenhotep                                                                        | Dra Abu el-Naga     | XIX dinastia (Ramses II)                                      |
| TT15          | Tetiky | Figlio del re, Sindaco (Governatore) della Città del Sud                                       | Dra Abu el-Naga     | XVIII dinastia (Ahmose I)                                     |
| TT16          | Panehsy | Prete di Amenhotep                                                                             | Dra Abu el-Naga     | XX dinastia                                                   |
| TT17          | Nebamon | Scriba e medico del re                                                                         | Dra Abu el-Naga     | XVIII dinastia (Amenhotep II)                                 |
| TT18          | Baki | Capo pesatore dell'oro di Amon                                                                 | Dra Abu el-Naga     | XVIII dinastia (Thutmosi III)                                 |
| TT19          | Amenmose | Primo profeta del cortile esterno di Amenhotep                                                 | Dra Abu el-Naga     | XX dinastia                                                   |
| TT20          | Mentuherkhepshef                                                                                                | Sindaco di Qusiya (Abusir)                                                                     | Dra Abu el-Naga     | XVIII dinastia (Thutmosi III)                                 |
| TT21          | User | Scriba e amministratore del re Thutmose I                                                      | Sheikh Abd El-Qurna | XVIII dinastia (Thutmosi I)                                   |
| TT22          | Wah, parzialmente usurpata da Meryamon                                                                          | Portatore della coppa del re / Figlio maggiore del re                                          | Sheikh Abd El-Qurna | XVIII dinastia/metà                                           |
| TT23          | Tjiay, detto anche To                                                                                           | Segretario del re per la corrispondenza reale                                                  | Sheikh Abd El-Qurna | XIX dinastia (Merneptah)                                      |
| TT24          | Nebamun | Amministratore della regina del re Nebtu                                                       | Dra Abu el-Naga     | XVIII dinastia (Thutmosi III)                                 |
| TT25          | Amenemheb | Primo profeta di Khonsu                                                                        | El-Assasif          | XIX dinastia (Ramses II)                                      |
| TT26          | Khnumemheb | Supervisore del tesoro del Ramesseo                                                            | El-Assassif         | XIX dinastia (Ramses II)                                      |
| TT27          | Sheshonq | Capo amministratore della Principessa Ankhnesneferibre                                         | El-Assassif         | XXVI dinastia                                                 |
| TT28          | Hori | Funzionario del tempio di Amon                                                                 | El-Assassif         | Periodo ramesside                                             |
| TT29          | Amenemipet Pairy                                                                                                | Sindaco (Governatore) di Tebe                                                                  | Sheikh Abd El-Qurna | XVIII dinastia (Amenhotep II)                                 |
| TT30          | Khonsmose | Funzionario del tesoro di Amon                                                                 | Sheikh Abd El-Qurna | XIX dinastia (Ramses III)                                     |
| TT31          | Khonsu Ta | Primo profeta di Thutmosi III                                                                  | Sheikh Abd El-Qurna | XX dinastia/inizi                                             |
| TT32          | Thutmose | Amministratore del tempio di Amon                                                              | El-Khokha           | XIX dinastia (Ramses III)                                     |
| TT33          | Padiamenipet | Prete capo dei lettori                                                                         | El-Assasif          | Periodo tardo                                                 |
| TT34          | Montuemhet | Sindaco (Governatore) di Tebe                                                                  | El-Assassif         | XXV dinastia                                                  |
| TT35          | Bakenkhons | Primo Profeta di Amon                                                                          | Dra Abu el-Naga     | XX dinastia                                                   |
| TT36          | Ibi | Primo amministratore della Divina Sposa di Amon                                                | El-Assassif         | XXVI dinastia                                                 |
| TT37          | Harwa | Primo amministratore della Divina Sposa di Amon                                                | El-Assassif         | XXVI dinastia                                                 |
| TT38          | Djeserkaraseneb                                                                                                 | Funzionario dei granai di Amon                                                                 | Sheikh Abd El-Qurna | XVIII dinastia (Thutmosi IV)                                  |
| TT39          | Puyemra | Secondo profeta di Amon                                                                        | el-Khokha           | XVIII dinastia (Thutmosi III)                                 |
| TT40          | Amenhotep Huy                                                                                                   | Figlio del re di Kush                                                                          | Qurnet Murai        | XVIII dinastia (Tutankhamon)                                  |
| TT41          | Amenemipet Ipy                                                                                                  | Primo amministratore del tempio di Amon                                                        | Sheikh Abd El-Qurna | XIX dinastia                                                  |
| TT42          | Amenmose | Capitano dell'esercito e occhio del re nel Retenu                                              | Sheikh Abd El-Qurna | XVIII dinastia (Thutmosi III)                                 |
| TT43          | Neferrenpet | Supervisore dei magazzini e capo cuoco del Faraone                                             | Sheikh Abd El-Qurna | XVIII dinastia (Amenhotep I)                                  |
| TT44          | Amenemheb | Prete puro dinnanzi ad Amon                                                                    | Sheikh Abd El-Qurna | Periodo ramesside                                             |
| TT45          | Djehuty, usurpata da Dhutemhab                                                                                  | Amministratore del primo profeta di Amon Mery Capo dei fabbricanti di lino nel dominio di Amon | Sheikh Abd El-Qurna | XVIII dinastia (Amenhotep II) XIX dinastia (Ramses II-?-)     |
| TT46          | Ramose | Funzionario ai granai                                                                          | Sheikh Abd El-Qurna | XVIII dinastia (Amenhotep III - Akhenaton)                    |
| TT47          | Userhat | Supervisore delle stanze private del re                                                        | el-Khokha           | XVIII dinastia (Amenhotep III)                                |
| TT48          | Amenemhat Surer                                                                                                 | Primo amministratore                                                                           | el-Khokha           | XVIII dinastia (Amenhotep III)                                |
| TT49          | Neferhotep | Capo degli scriba di Amon                                                                      | el-Khokha           | XVIII dinastia (Ay)                                           |
| TT50          | Neferhotep | Padre del dio, Prete di Amon Ra                                                                | Sheikh Abd El-Qurna | XVIII dinastia (Horemheb)                                     |
| TT51          | Userhat Neferhebef                                                                                              | Primo Profeta dello spirito del re Thutmosi I                                                  | Sheikh Abd El-Qurna | XIX dinastia/inizi                                            |
| TT52          | Nakht | Astronomo di Amon                                                                              | Sheikh Abd El-Qurna | XVIII dinastia (Thutmosi IV)                                  |
| TT53          | Amenemhat | Amministratore del tempio di AMon                                                              | Sheikh Abd El-Qurna | XVIII dinastia (Thutmosi III)                                 |
| TT54          | Huy, usurpata da Kenro                                                                                          | Scultore del tempio di Amon Capo dei magazzini di Khonsu                                       | Sheikh Abd El-Qurna | XVIII dinastia (Thutmosi IV - Amenhotep III) XIX dinastia     |
| TT55          | Ramose (visir)                                                                                                  | Visir                                                                                          | Sheikh Abd El-Qurna | XVIII dinastia (Amenhotep III - Akhenaton)                    |
| TT56          | Userhat | Scriba reale, figlio del kep                                                                   | Sheikh Abd El-Qurna | XVIII dinastia (Amenhotep II)                                 |
| TT57          | Khaemhat, detto anche Meh                                                                                       | Alto funzionario ai granai                                                                     | Sheikh Abd El-Qurna | XVIII dinastia (Amenhotep III)                                |
| TT58          | occupante iniziale (XVIII din.) sconosciuto; usurpata poi da Amenhotep e riutilizzata per suo figlio Amenemonet | Scriba del tempio                                                                              | Sheikh Abd El-Qurna | XVIII dinastia (regno di Amenhotep III); XIX o XX dinastia    |
| TT59          | Qen | Primo Profeta della dea Mut di Asheru                                                          | Sheikh Abd El-Qurna | XVIII dinastia (Thutmosi III)                                 |
| TT60          | Senet e Antefoker                                                                                               | Profetessa di Hathor, madre di Antefoker, Visir e Governatore della Città (Tebe)               | Sheikh Abd El-Qurna | XII dinastia egizia                                           |
| TT61          | User | Visir                                                                                          | Sheikh Abd El-Qurna | XVIII dinastia (Thutmosi III)                                 |
| TT62          | Amenemweskhet                                                                                                   | Funzionario di palazzo                                                                         | Sheikh Abd El-Qurna | XVIII dinastia (Thutmosi III)                                 |
| TT63          | Sobekhotep | Sindaco (Governatore) del Fayyum                                                               | Sheikh Abd El-Qurna | XVIII dinastia (Thutmosi IV)                                  |
| TT64          | Heqaerneheh | Nutrice del figlio del re Amenhotep                                                            | Sheikh Abd El-Qurna | XVIII dinastia (Thutmosi IV)                                  |
| TT65          | Nebamun poi riutilizzata per Imyseba                                                                            | Supervisore ai granai / supervisore agli scribi di Amon                                        | Sheikh Abd El-Qurna | XVIII dinastia (Hatshepsut); Periodo ramesside                |
| TT66          | Hepu | Visir                                                                                          | Sheikh Abd El-Qurna | XVIII dinastia (Thutmosi IV)                                  |
| TT67          | Hapuseneb | Primo Profeta di AMon                                                                          | Sheikh Abd El-Qurna | XVIII dinastia (Hatshepsut)                                   |
| TT68          | [Per?]-enkhnum poi riutilizzata per Nespaneferher                                                               | Sacerdote di Amon e Mut / Supervisore degli scribi di Amon                                     | Sheikh Abd El-Qurna | Periodo ramesside                                             |
| TT69          | Menna | Scriba dei campi del Signore delle Due Terre                                                   | Sheikh Abd El-Qurna | XVIII dinastia (Thutmosi IV - Amenhotep III?)                 |
| TT70          | occupante iniziale (XVIII din.) sconosciuto; riutilizzata per Amenmes                                           | Supervisore dei costruttori di sandali (?) nei domini di Amon                                  | Sheikh Abd El-Qurna | XXI dinastia egizia                                           |
| TT71          | Senenmut (realizzata, ma inutilizzata)                                                                          | Capo degli amministratori; amministratore di Amon                                              | Sheikh Abd El-Qurna | XVIII dinastia (Hatshepsut)                                   |
| TT72          | Ra | Primo Profeta di Amon nel tempio per il culto di Thutmosi III                                  | Sheikh Abd El-Qurna | XVIII dinastia (Amenhotep II)                                 |
| TT73          | Amenhotep | Supervisore ai lavori e primo amministratore                                                   | Sheikh Abd El-Qurna | XVIII dinastia (Hatshepsut)                                   |
| TT74          | Tjenuny | Generale                                                                                       | Sheikh Abd El-Qurna | XVIII dinastia (Thutmosi IV)                                  |
| TT75          | Amenhotep Sise                                                                                                  | Secondo Profeta di Amon                                                                        | Sheikh Abd El-Qurna | XVIII dinastia (Thutmosi IV)                                  |
| TT76          | Tjenuna | Portatore di flabello alla destra del re                                                       | Sheikh Abd El-Qurna | XVIII dinastia (Thutmosi IV)                                  |
| TT77          | Ptahemhat, usurpata da Roy                                                                                      | Portatore di flabello del Signore delle Due Terre                                              | Sheikh Abd El-Qurna | XVIII dinastia (Thutmosi IV)                                  |
| TT78          | Haremhab | Scriba delle reclute; sovrintendente al bestiame sacro; capitano degli arcieri                 | Sheikh Abd El-Qurna | XVIII dinastia (Thutmosi III - Amenhotep III)                 |
| TT79          | Menkheperraseneb                                                                                                | Supervisore ai granai del re                                                                   | Sheikh Abd El-Qurna | XVIII dinastia (Thutmosi III - Amenhotep II)                  |
| TT80          | Thutnefer | Supervisore al tesoro                                                                          | Sheikh Abd El-Qurna | XVIII dinastia (Amenhotep II)                                 |
| TT81          | Ineni | Supervisore ai granai nel dominio di Amon                                                      | Sheikh Abd El-Qurna | XVIII dinastia (Amenhotep I - Thutmosi III)                   |
| TT82          | Amenemhat | Contabile dei granai di Amon                                                                   | Sheikh Abd El-Qurna | XVIII dinastia (Thutmosi III)                                 |
| TT83          | Aamtju Ahmose                                                                                                   | Visir                                                                                          | Sheikh Abd El-Qurna | XVIII dinastia (Thutmosi III)                                 |
| TT84          | Iamunedjeh | Primo araldo del re                                                                            | Sheikh Abd El-Qurna | XVIII dinastia (Thutmosi III)                                 |
| TT85          | Amenemheb, detto Mahu                                                                                           | Comandante di soldati                                                                          | Sheikh Abd El-Qurna | XVIII dinastia (Thutmosi III - Amenhotep II)                  |
| TT86          | Menkheperreseneb                                                                                                | Primo Profeta di Amon                                                                          | Sheikh Abd El-Qurna | XVIII dinastia (Thutmosi III)                                 |
| TT87          | Minnakht | Supervisore dei granai                                                                         | Sheikh Abd El-Qurna | XVIII dinastia (Thutmosi III)                                 |
| TT88          | Pehsukher detto Tjenenu                                                                                         | Flabellifero del re                                                                            | Sheikh Abd El-Qurna | XVIII dinastia (Thutmosi III - Amenhotep II)                  |
| TT89          | Amenmose | Amministratore della Città del Sud                                                             | Sheikh Abd El-Qurna | XVIII dinastia (Amenhotep III)                                |
| TT90          | Nebamun | Capitano delle forze di polizia occidentale di Tebe                                            | Sheikh Abd El-Qurna | XVIII dinastia (Thutmosi IV - Amenhotep III)                  |
| TT91          | Mery | Capitano delle truppe e supervisore della cavalleria                                           | Sheikh Abd El-Qurna | XVIII dinastia/metà                                           |
| TT92          | Suemnut | Portatore della coppa del re                                                                   | Sheikh Abd El-Qurna | XVIII dinastia (Amenhotep II)                                 |
| TT93          | Qenamun | Alto amministratore                                                                            | Sheikh Abd El-Qurna | XVIII dinastia (Amenhotep II)                                 |
| TT94          | Ramose detto Amy                                                                                                | Primo araldo del re                                                                            | Sheikh Abd El-Qurna | XVIII dinastia (Amenhotep II)                                 |
| TT95          | Mery | Alto prete di Amon                                                                             | Sheikh Abd El-Qurna | XVIII dinastia (Amenhotep II)                                 |
| TT96          | Sennefer | Sindaco (Governatore) di Tebe                                                                  | Sheikh Abd El-Qurna | XVIII dinastia (Amenhotep II)                                 |
| TT97          | Amenemhat | Alto prete di Amon                                                                             | Sheikh Abd El-Qurna | XVIII dinastia (Amenhotep II)                                 |
| TT98          | Kaemheribsen | Terzo Profeta di Amon                                                                          | Sheikh Abd El-Qurna | XVIII dinastia (Thutmosi III)                                 |
| TT99          | Sennefer | Tesoriere e supervisore ai sigilli reali                                                       | Sheikh Abd El-Qurna | XVIII dinastia (Thutmosi III)                                 |
| TT100         | Rekhmira | Visir                                                                                          | Sheikh Abd El-Qurna | XVIII dinastia (Thutmosi III - Amenhotep II)                  |

### Tombe dei Nobili - da TT101 a TT200
| Catalogazione | Titolare                                         | Titolo | Necropoli           | Dinastia/Periodo                                                     |
| ------------- | ------------------------------------------------ | --- | ------------------- | -------------------------------------------------------------------- |
| TT101         | Thanuro                                          | Coppiere del re                                                                                                  | Sheik Abd el-Qurna  | XVIII dinastia (Amenhotep II)                                        |
| TT102         | Imhotep                                          | Scriba reale | Sheik Abd el-Qurna  | XVIII dinastia (Amenhotep III)                                       |
| TT103         | Dagi                                             | Governatore della città e visir                                                                                  | Sheik Abd el-Qurna  | XI dinastia                                                          |
| TT104         | Thutnefer (vedi anche TT80)                      | Supervisore al tesoro                                                                                            | Sheik Abd el-Qurna  | XVIII dinastia (Amenhotep II)                                        |
| TT105         | Khaemopet                                        | Sacerdote di Amon                                                                                                | Sheik Abd el-Qurna  | XIX dinastia                                                         |
| TT106         | Paser                                            | Visir e Primo Profeta di Amon                                                                                    | Sheik Abd el-Qurna  | XIX dinastia                                                         |
| TT107         | Nefersekheru                                     | Scriba reale nel Palazzo di Malqata                                                                              | Sheik Abd el-Qurna  | XVIII dinastia                                                       |
| TT108         | Nebseni                                          | Primo Profeta di Inherit (Onuris)                                                                                | Sheik Abd el-Qurna  | XVIII dinastia (Thutmosi IV)                                         |
| TT109         | Min                                              | Sindaco di Tjeny (Thinis); Supervisore dei profeti di Onuris, Tutore di Amenhotep II                             | Sheik Abd el-Qurna  | XVIII dinastia (Thutmosi III)                                        |
| TT110         | Dhout                                            | Coppiere del re; araldo del re                                                                                   | Sheik Abd el-Qurna  | XVIII dinastia (Hatshepsut/Thutmosi III)                             |
| TT111         | Amenwahsu                                        | Scriba del dominio di Amon; capo della casa di Amon; prete "wab" di Sekhmet; organizzatore delle feste degli dei | Sheik Abd el-Qurna  | XIX dinastia (Ramses II)                                             |
| TT112         | Menkheperreseneb; successivamente Ashefytemwaset | Primo profeta di Amon                                                                                            | Sheik Abd el-Qurna  | XVIII dinastia (Thutmosi III), usurpata durante il Periodo ramesside |
| TT113         | Kynebu                                           | Prete del tempio di re Thutmosi IV                                                                               | Sheik Abd el-Qurna  | XX dinastia (Ramses VIII)                                            |
| TT114         | sconosciuto                                      | Capo orafo nel dominio di Amon                                                                                   | Sheik Abd el-Qurna  | XX dinastia (?)                                                      |
| TT115         | sconosciuto                                      | - | Sheik Abd el-Qurna  | Periodo ramesside                                                    |
| TT116         | sconosciuto                                      | Principe ereditario                                                                                              | Sheik Abd el-Qurna  | XVIII dinastia (Thutmosi IV o Amenhotep III)                         |
| TT117         | usurpata da Djemutefankh                         | Disegnatore nella Casa dell'Oro per la gloria degli dei, nel dominio di Amon                                     | Sheik Abd el-Qurna  | originariamente XI dinastia, usurpata durante la XXI o XXII dinastia |
| TT118         | Amenmose                                         | Portatore di flabello alla destra del re                                                                         | Sheik Abd el-Qurna  | XVIII dinastia (Amenhotep III)                                       |
| TT119         | sconosciuto                                      | - | Sheik Abd el-Qurna  | XVIII dinastia (Hatshepsut/Thutmosi III)                             |
| TT120         | Anen                                             | Secondo profeta di Amon, fratello della regina Tye                                                               | Sheik Abd el-Qurna  | XVIII dinastia (Amenhotep III)                                       |
| TT121         | Ahmose                                           | Primo prete lettore di Amon                                                                                      | Sheik Abd el-Qurna  | XVIII dinastia (Thutmosi III)                                        |
| TT122         | Amenemhat                                        | Supervisore dell'area di produzione di Amon                                                                      | Sheik Abd el-Qurna  | XVIII dinastia (Thutmosi III)                                        |
| TT123         | Amenemhat                                        | Scriba; Supervisore dei granai; contatore dei pani                                                               | Sheik Abd el-Qurna  | XVIII dinastia (Thutmosi III)                                        |
| TT124         | Ray                                              | Supervisore dei magazzini del faraone, amministratore del buon dio Thutmosi I                                    | Sheik Abd el-Qurna  | XVIII dinastia (Thutmosi I)                                          |
| TT125         | Duauneheh                                        | Primo araldo supervisore del dominio di Amon                                                                     | Sheik Abd el-Qurna  | XVIII dinastia (Hatshepsut)                                          |
| TT126         | Hormose                                          | Comandante in capo delle truppe del dominio di Amon                                                              | Sheik Abd el-Qurna  | Periodo Tardo                                                        |
| TT127         | Senemiah                                         | Scriba reale, supervisore a tutte le piantagioni                                                                 | Sheik Abd el-Qurna  | XVIII dinastia (Thutmosi III)                                        |
| TT128         | Pathenfy                                         | Sindaco (Governatore) di Edfu e Tebe                                                                             | Sheik Abd el-Qurna  | XXVI dinastia                                                        |
| TT129         | sconosciuto                                      | - | Sheik Abd el-Qurna  | XVIII dinastia                                                       |
| TT130         | May                                              | Responsabile del porto di Tebe                                                                                   | Sheik Abd el-Qurna  | XVIII dinastia (Thutmosi III)                                        |
| TT131         | Useramon, detto User                             | Visir | Sheik Abd el-Qurna  | XVIII dinastia (Thutmosi III)                                        |
| TT132         | Ramose                                           | Grande scriba del re; supervisore dei tesorieri di Taharqa                                                       | Sheik Abd el-Qurna  | XXV dinastia "etiope" (Taharqa)                                      |
| TT133         | Neferronpet                                      | Capo dei tessitori del Ramesseum                                                                                 | Sheik Abd el-Qurna  | XIX dinastia (Ramses II)                                             |
| TT134         | Thauenany, detto anche Any                       | Sacerdote del Re Amenhotep che naviga sul mare di Amon                                                           | Sheik Abd el-Qurna  | XIX dinastia                                                         |
| TT135         | Bakenamon                                        | Sacerdote Wab dinanzi ad Amon                                                                                    | Sheik Abd el-Qurna  | XIX dinastia                                                         |
| TT136         | sconosciuto                                      | Scriba reale del Signore delle Due Terre                                                                         | Sheik Abd el-Qurna  | XIX dinastia                                                         |
| TT137         | Mose                                             | Capo dei lavori del faraone per tutti i monumenti di Amon                                                        | Sheik Abd el-Qurna  | XIX dinastia (Ramses II)                                             |
| TT138         | Nedjemger                                        | Supervisore ai giardini del Ramesseum                                                                            | Sheik Abd el-Qurna  | XIX dinastia (Ramses II)                                             |
| TT139         | Pairi                                            | Sacerdote Wab dinanzi ad Amon; supervisore dei contadini di Amon                                                 | Sheik Abd el-Qurna  | XVIII dinastia (Amenhotep III)                                       |
| TT140         | Neferronpet, detto forse anche Kefy              | Orafo e scultore di ritratti                                                                                     | Dra Abu el-Naga     | XVIII dinastia                                                       |
| TT141         | Bakenkhons                                       | Sacerdote Wab dinanzi ad Amon                                                                                    | Dra Abu el-Naga     | Periodo ramesside                                                    |
| TT142         | Samut                                            | Supervisore dei lavoratori di Amon-Ra a Karnak                                                                   | Dra Abu el-Naga     | XVIII dinastia (Thutmosi III/Amenhotep II)                           |
| TT143         | sconosciuto                                      | - | Dra Abu el-Naga     | -                                                                    |
| TT144         | Nu                                               | Supervisore dei laboratori                                                                                       | Dra Abu el-Naga     | XVIII dinastia (Thutmosi III)                                        |
| TT145         | Nebamon                                          | Comandante degli arcieri                                                                                         | Dra Abu el-Naga     | XVIII dinastia                                                       |
| TT146         | Nebamon                                          | Supervisore ai granai di Amon; contabile del grano; "Iny" della Sposa Reale                                      | Dra Abu el-Naga     | XVIII dinastia (Thutmosi III)                                        |
| TT147         | Heby e sconosciuto                               | Scriba del censimento del bestiame di Amon nell'Alto e Basso Egitto; Capo dei saggi di Karnak                    | Dra Abu el-Naga     | -                                                                    |
| TT148         | Amenemopet                                       | Prete di Amon | Dra Abu el-Naga     | XX dinastia (Ramses III/Ramses IV)                                   |
| TT149         | Amenmose                                         | Scriba reale delle tavole del Signore delle Due terre; supervisore dei cacciatori di Amon                        | Dra Abu el-Naga     | Periodo ramesside                                                    |
| TT150         | Userhet                                          | Supervisore del bestiame di Amon                                                                                 | Dra Abu el-Naga     | XVIII dinastia                                                       |
| TT151         | Hety                                             | Scriba del censimento del bestiame della Sposa reale di Amon; amministratore della Sposa reale di Amon           | Dra Abu el-Naga     | XVIII dinastia (Thutmosi IV)                                         |
| TT152         | sconosciuto                                      | - | Dra Abu el-Naga     | XVIII dinastia, usurpata in Periodo ramesside                        |
| TT153         | sconosciuto                                      | - | Dra Abu el-Naga     | XVIII dinastia (Seti I?)                                             |
| TT154         | Taty                                             | Coppiere | Dra Abu el-Naga     | XVIII dinastia                                                       |
| TT155         | Intef                                            | Grande araldo del re                                                                                             | Dra Abu el-Naga     | XVIII dinastia (Hatshepsut - Thutmosi III)                           |
| TT156         | Pennesuttawy                                     | Capitano delle truppe, Governatore delle terre meridionali                                                       | Dra Abu el-Naga     | XIX dinastia (Ramses I)                                              |
| TT157         | Nebwenenef                                       | Primo Profeta di Amon                                                                                            | Dra Abu el-Naga     | XIX dinastia (Ramses II)                                             |
| TT158         | Thonefer                                         | Terzo Profeta di Amon                                                                                            | Dra Abu el-Naga     | XX dinastia                                                          |
| TT159         | Raia                                             | Quarto Profeta di Amon                                                                                           | Dra Abu el-Naga     | XX dinastia                                                          |
| TT160         | Besenmut                                         | Vero amico del re                                                                                                | Dra Abu el-Naga     | Periodo Tardo                                                        |
| TT161         | Nakht                                            | Portatore delle offerte floreali di Amon                                                                         | Dra Abu el-Naga     | XVIII dinastia (Amenhotep III ?)                                     |
| TT162         | Kenamon                                          | Sindaco (Governatore) di Tebe; Supervisore ai granai di Amon                                                     | Dra Abu el-Naga     | XVIII dinastia (Amenhotep III)                                       |
| TT163         | Amenemhat                                        | Sindaco (Governatore) di Tebe; Scriba reale                                                                      | Dra Abu el-Naga     | XIX dinastia                                                         |
| TT164         | Intef                                            | Scriba delle reclute                                                                                             | Dra Abu el-Naga     | XVIII dinastia (Thutmosi III)                                        |
| TT165         | Nehemaway                                        | Orafo | Dra Abu el-Naga     | XVIII dinastia (Thutmosi IV - Amenhotep III)                         |
| TT166         | Ramose                                           | Supervisore del lavori in Karnak; Supervisore del bestiame                                                       | Dra Abu el-Naga     | XVIII dinastia (Horemheb - Sethy I)                                  |
| TT167         | sconosciuto                                      | - | Dra Abu el-Naga     | XVIII dinastia                                                       |
| TT168         | Any                                              | Padre divino dalle mani nette; Lettore scelto del Signore degli dei                                              | Dra Abu el-Naga     | XIX dinastia (Ramses II)                                             |
| TT169         | Senena                                           | Capo degli orafi di Amon                                                                                         | Dra Abu el-Naga     | XVIII dinastia (Amenhotep III)                                       |
| TT170         | Nebmehyt                                         | Scriba delle reclute del Ramesseum nel dominio di Amon                                                           | Sheikh Abd el-Qurna | XIX dinastia (Ramses II)                                             |
| TT171         | sconosciuto                                      | - | Sheikh Abd el-Qurna | XVIII dinastia                                                       |
| TT172         | Mentiywi                                         | Maggiordomo reale                                                                                                | el-Khokha           | XVIII dinastia (Thutmosi III - Amenhotep II)                         |
| TT173         | Khay                                             | Scriba delle divine offerte del dio di Tebe                                                                      | el-Khokha           | XIX dinastia                                                         |
| TT174         | Ashakhet                                         | Prete di Mut | el-Khokha           | XX dinastia                                                          |
| TT175         | sconosciuto                                      | - | el-Khokha           | XVIII dinastia                                                       |
| TT176         | Userhet                                          | Servo di Amon dalle mani nette                                                                                   | el-Khokha           | XVIII dinastia                                                       |
| TT177         | Amenemopet                                       | Scriba della verità nel Ramesseum                                                                                | el-Khokha           | XIX dinastia (Ramses II)                                             |
| TT178         | Kenro, detto anche Neferrenpet                   | Scriba del tesoro dei domini di Amon                                                                             | el-Khokha           | XIX dinastia (Ramses II)                                             |
| TT179         | Nebamon                                          | Scriba e contabile del grano nei granai delle divine offerte di Amon                                             | el-Khokha           | XVIII dinastia (Hatshepsut)                                          |
| TT180         | sconosciuto                                      | - | el-Khokha           | XIX dinastia                                                         |
| TT181         | Ipuki e Nebamon                                  | Scultore del faraone e Capo scultore del faraone                                                                 | el-Khokha           | XVIII dinastia/fine                                                  |
| TT182         | Amenemhat                                        | Scriba della stuoia                                                                                              | el-Khokha           | XVIII dinastia (Thutmosi III)                                        |
| TT183         | Nebsumenu                                        | Capo amministratore nella casa di Ramses II                                                                      | el-Khokha           | XIX dinastia (Ramses II)                                             |
| TT184         | Nefermenu                                        | Sindaco (Governatore) di Tebe; scriba reale                                                                      | el-Khokha           | XIX dinastia (Ramses II)                                             |
| TT185         | Senioker                                         | Tesoriere del dio; principe ereditario; divino cancelliere                                                       | el-Khokha           | Primo Periodo Intermedio                                             |
| TT186         | Ihy                                              | Governatore | el-Khokha           | Primo Periodo Intermedio                                             |
| TT187         | Pakhihet                                         | Prete "wab" di Amon                                                                                              | el-Khokha           | XX dinastia                                                          |
| TT188         | Parennefer                                       | Maggiordomo reale netto di mani                                                                                  | el-Khokha           | XVIII dinastia (Akhenaton)                                           |
| TT189         | Nakhtdjehuty                                     | Capo dei carpentieri e degli orafi nel dominio di Amon                                                           | el-Assasif          | XIX dinastia (Ramses II)                                             |
| TT190         | Esbanebded                                       | Padre divino, profeta al cospetto del re                                                                         | el-Assasif          | Periodo Tardo                                                        |
| TT191         | Wahibrenebpehti                                  | Ciambellano della Divina adoratrice; responsabile delle cerimonie                                                | el-Assasif          | XXVI dinastia (Psammetico I)                                         |
| TT192         | Kharuef, detto anche Senaa                       | Amministratore della Grande sposa reale Tye                                                                      | el-Assasif          | XVIII dinastia                                                       |
| TT193         | Ptahemheb                                        | Responsabile dei sigilli nel tesoro del dominio di Amon                                                          | el-Assasif          | -                                                                    |
| TT194         | Tutemheb                                         | Supervisore degli abitanti delle terre paludose; scriba del tempio di Amon                                       | el-Assasif          | XIX dinastia (Ramses II)                                             |
| TT195         | Bakenamon                                        | Scriba del tesoro nel dominio di Amon                                                                            | el-Assasif          | -                                                                    |
| TT196         | Padihorresnet                                    | Capo amministratore di Amon                                                                                      | el-Assasif          | Periodo Tardo                                                        |
| TT197         | Padineith                                        | Capo amministratore della sposa divina di Amon, la Divina Adoratrice Ankhnesneferibre                            | el-Assasif          | XXVI dinastia (Psammetico II)                                        |
| TT198         | Riya                                             | Capo del magazzino di Amon a Karnak                                                                              | el-Khokha           | Periodo ramesside                                                    |
| TT199         | Amenarnefru                                      | Supervisore dei magazzini                                                                                        | el-Khokha           | XVIII dinastia                                                       |
| TT200         | Dedy                                             | Governatore del deserto di Tebe; Capo delle truppe del faraone                                                   | el-Khokha           | XVIII dinastia (Thutmosi III - Amenhotep II)                         |

### Tombe dei Nobili - da TT201 a TT300
| Catalogazione | Titolare                                         | Titolo | Necropoli           | Dinastia/Periodo                                                                        |
| ------------- | ------------------------------------------------ | --- | ------------------- | --------------------------------------------------------------------------------------- |
| TT201         | Ra                                               | Primo araldo del re | el-Khokha           | XVIII dinastia                                                                          |
| TT202         | Nakhtamun                                        | Profeta di Ptah Signore di Tebe; Prete al cospetto di Amon | el-Khokha           | XIX dinastia                                                                            |
| TT203         | Wennefer                                         | Divino padre di Mut | el-Khokha           | XVIII dinastia                                                                          |
| TT204         | Nebanensu                                        | Marinaio del Primo Profeta di Amon | el-Khokha           | XVIII dinastia                                                                          |
| TT205         | Tutmosis                                         | Maggiordomo reale | el-Khokha           | XVIII dinastia                                                                          |
| TT206         | Ipuemheb                                         | Scriba del Luogo della verità | el-Khokha           | Periodo ramesside                                                                       |
| TT207         | Horemheb                                         | Scriba delle divine offerte di Amon | el-Khokha           | Periodo ramesside                                                                       |
| TT208         | Roma                                             | Padre divino di Amon-Ra | el-Khokha           | Periodo ramesside                                                                       |
| TT209         | Nisemro                                          | Supervisore ai sigilli | el-Assasif          | XXV dinastia                                                                            |
| TT210         | Rawaben                                          | Servo del Luogo della verità | Deir el-Medina      | XIX dinastia (Ramses II)                                                                |
| TT211         | Paneb                                            | Servo del faraone nel Luogo della verità | Deir el-Medina      | XIX dinastia (Ramses II)                                                                |
| TT212         | Ramose                                           | Scriba del Luogo della verità | Deir el-Medina      | XIX dinastia (Ramses II)                                                                |
| TT213         | Penamun                                          | Servo del faraone nel Luogo della verità | Deir el-Medina      | XIX dinastia (Ramses II)                                                                |
| TT214         | Khawi                                            | Custode nel Luogo della verità; servo di Amon in Luxor | Deir el-Medina      | XIX dinastia (Ramses II)                                                                |
| TT215         | Amenemopet                                       | Scriba reale del Luogo della verità | Deir el-Medina      | XIX dinastia (Ramses II)                                                                |
| TT216         | Neferhotep                                       | Caposquadra nel Luogo della verità | Deir el-Medina      | XIX dinastia (Ramses II)                                                                |
| TT217         | Ipuy                                             | Scultore | Deir el-Medina      | XIX dinastia (Ramses II)                                                                |
| TT218         | Amenakhte e Iymway                               | Servi nel Luogo della verità | Deir el-Medina      | XIX dinastia (Ramses II)                                                                |
| TT219         | Nebenmaat                                        | Servo nel Luogo della verità | Deir el-Medina      | XIX dinastia (Ramses II)                                                                |
| TT220         | Khaemteri                                        | Servo nel Luogo della verità | Deir el-Medina      | XIX dinastia (Ramses II)                                                                |
| TT221         | Horimin                                          | Scriba delle truppe nel palazzo del re ad ovest di Tebe | Qurnet Murai        | XX dinastia (Ramses III)                                                                |
| TT222         | Hekammatranakhte, detto anche Turo               | Primo Profeta di Monthu | Qurnet Murai        | XX dinastia                                                                             |
| TT223         | Kerakhamon                                       | Primo prete "ka"(?) | Qurnet Murai        | Periodo Tardo                                                                           |
| TT224         | Ahmose, detto anche Humay                        | Supervisore dei possedimenti della Sposa del dio; Supervisore al doppio granaio della Sposa del dio Ahmose Nefertari | Sheikh Abd el-Qurna | XVIII dinastia (Hatshepsut - Tuthmosi III)                                              |
| TT225         | sconosciuto (forse Amenemhat)                    | Primo Profeta di Hathor | Sheikh Abd el-Qurna | XVIII dinastia                                                                          |
| TT226         | Hekareshu                                        | Scriba reale; Supervisore alle balie del re | Sheikh Abd el-Qurna | XVIII dinastia (Amenhotep III)                                                          |
| TT227         | sconosciuto                                      | - | Sheikh Abd el-Qurna | XVIII dinastia (Thutmosi III)                                                           |
| TT228         | Amenmose                                         | Scriba del tesoro di Amon | Sheikh Abd el-Qurna | XVIII dinastia (Thutmosi III)                                                           |
| TT229         | sconosciuto                                      | - | Sheikh Abd el-Qurna | XVIII dinastia (Thutmosi III)                                                           |
| TT230         | Men                                              | Scriba delle truppe del faraone | Sheikh Abd el-Qurna | XVIII dinastia                                                                          |
| TT231         | Nebamun                                          | Scriba; contabile del grano di Amon nel granaio delle divine offerte | Dra Abu el-Naga     | XVIII dinastia                                                                          |
| TT232         | Tharwas                                          | Scriba del divino sigillo del tesoro di Amon | Dra Abu el-Naga     | Periodo ramesside                                                                       |
| TT233         | Saroy (e Amenhotep)                              | Scriba reale della tavola delle offerte del Signore delle Due Terre; Scriba reale dei pasti del re; Depositario dei documenti alla presenza del re; Organizzatore delle feste; contabile del bestiame nel dominio di Amon; messaggero reale; Supervisore dei cacciatori di Amon | Dra Abu el-Naga     | Periodo ramesside                                                                       |
| TT234         | Roy                                              | Sindaco | Dra Abu el-Naga     | XVIII dinastia (Thutmosi III)                                                           |
| TT235         | Userhat                                          | Primo Profeta di Monthu | Qurnet Murai        | XX dinastia                                                                             |
| TT236         | Hornakht                                         | Secondo Profeta di Amon; Supervisore del tesoro di Amon | Dra Abu el-Naga     | Periodo ramesside                                                                       |
| TT237         | Wennefer                                         | Capo dei preti lettori | Dra Abu el-Naga     | Periodo ramesside                                                                       |
| TT238         | Neferweben                                       | Maggiordomo reale netto di mani | el-Khokha           | XVIII dinastia                                                                          |
| TT239         | Penhet                                           | Supervisore delle terre settentrionali | Dra Abu el-Naga     | XVIII dinastia                                                                          |
| TT240         | Meru                                             | Supervisore dei sigilli | el-Assasif          | XI dinastia                                                                             |
| TT241         | Ahmose                                           | Scriba delle divine parole; Capo dei misteri nella casa del mattino | Dra Abu el-Naga     | XVIII dinastia                                                                          |
| TT242         | Wehibra                                          | Ciambellano della Sposa del dio Amon Ankhnesneferibra | el-Assasif          | Periodo Tardo                                                                           |
| TT243         | Pemu, detto anche Pahy                           | Sindaco (Governatore) di Tebe | el-Assasif          | Periodo Tardo                                                                           |
| TT244         | Pakharu                                          | Supervisore dei carpentieri nel dominio di Amon | el-Assasif          | -                                                                                       |
| TT245         | Hori                                             | Scriba; contabile del bestiame | el-Khokha           | XVIII dinastia                                                                          |
| TT246         | Senenra                                          | Scriba | el-Khokha           | XVIII dinastia                                                                          |
| TT247         | Samut                                            | Scriba; contabile del bestiame di Amon | el-Khokha           | XVIII dinastia                                                                          |
| TT248         | Tutmosis                                         | Costruttore delle offerte di Thutmosi III | el-Khokha           | XVIII dinastia                                                                          |
| TT249         | Neferronpet                                      | Fornitore di datteri del tempio di Amenhotep III | Sheikh Abd al-Qurna | XVIII dinastia                                                                          |
| TT250         | Ramose                                           | Scriba nel Luogo della verità | Deir el-Medina      | -                                                                                       |
| TT251         | Amenmose                                         | Scriba reale; Supervisore al bestiame di Amon; Supervisore ai magazzini di Amon | Sheikh Abd el-Qurna | XVIII dinastia                                                                          |
| TT252         | Senimen                                          | Amministratrice; Assistente della Sposa del dio | Sheikh Abd el-Qurna | XVIII dinastia (Hatshepsut)                                                             |
| TT253         | Khnummose                                        | Scriba; contabile del grano nei granai di Amon | el-Khoka            | XVIII dinastia (Amenhotep III)                                                          |
| TT254         | Mose (Amenmose)                                  | Scriba del tesoro; custode dei possedimenti della tenuta della regina Tye nel dominio di Amon | el-Khokha           | XVIII dinastia/fine                                                                     |
| TT255         | Roy                                              | Scriba reale; amministratore dei possedimenti di Horemheb e Amon | Dra Abu el-Naga     | XVIII dinastia/fine                                                                     |
| TT256         | Nebenkemet                                       | Supervisore al gabinetto del re; portatore di flabello | el-Khokha           | XVIII dinastia (Amenhotep II)                                                           |
| TT257         | Neferhotep (usurpata da Mahu)                    | Contabile del grano (sostituto nel Ramesseum) | el-Khokha           | XVIII dinastia (Thutmosi III - Amenhotep III)/(usurpata durante XIX dinastia Ramses II) |
| TT258         | Menkheper                                        | Scriba reale della casa dei figli del re | el-Khokha           | XVIII dinastia (Thutmosi IV)                                                            |
| TT259         | Hori                                             | Scriba di tutti i monumenti di Amon; Capo dei disegnatori nella casa dell'oro di Amon | Sheikh Abd el-Qurna | Periodo ramesside                                                                       |
| TT260         | User                                             | Scriba pesatore di Amon; Supervisore dei campi di Amon | Dra Abu el-Naga     | XVIII dinastia (Thutmosi III)                                                           |
| TT261         | Khaemwaset                                       | Prete "wab" di re Amenhotep I | Dra Abu el-Naga     | XVIII dinastia (Amenhotep I)                                                            |
| TT262         | sconosciuto                                      | Supervisore dei campi | Dra Abu el-Naga     | XVIII dinastia                                                                          |
| TT263         | Piay                                             | Scriba del granaio nel dominio di Amon; Scriba del Ramesseum | Sheikh Abd el-Qurna | XIX dinastia (Ramses II)                                                                |
| TT264         | Ipiy                                             | Supervisore del bestiame; Capo del Signore delle Due Terre | el-Khokha           | XIX dinastia (Ramses II - Merneptah)                                                    |
| TT265         | Amenemopèet                                      | Scriba del re nel Luogo della Verità | Deir el-Medina      | XIX dinastia (Ramses II)                                                                |
| TT266         | Amenakhte                                        | Capo degli operai del Signore delle Due Terre nel Luogo della Verità ad occidente di Tebe | Deir el-Medina      | XIX dinastia                                                                            |
| TT267         | Hay                                              | Responsabile dei lavoratori nel Luogo della Verità; Creatore delle immagini di tutti gli dei nella casa dell'oro | Deir el-Medina      | XX dinastia                                                                             |
| TT268         | Nebnakhte                                        | Servo nel Luogo della Verità | Deir el-Medina      | XIX dinastia                                                                            |
| TT269         | sconosciuto                                      | - | Sheikh Abd el-Qurna | Periodo ramesside                                                                       |
| TT270         | Amoneumia                                        | Prete "wab" e lettore di Ptah-Sokar | Qurnet Murai        | XIX dinastia                                                                            |
| TT271         | Nay                                              | Scriba reale | Qurnet Murai        | XVIII dinastia (Ay)                                                                     |
| TT272         | Khaemopet                                        | Padre divino di Amon nell'occidente; prete lettore del tempio di Sokar | Qurnet Murai        | XX dinastia                                                                             |
| TT273         | Sayemiotf                                        | Scriba nella proprietà di Amon | Qurnet Murai        | XIX dinastia                                                                            |
| TT274         | Amenwhasu                                        | Primo Profeta di Monthu, Tod e di Tebe; Prete "sem" nel Ramesseum nel dominio di Amon | Qurnet Murai        | XIX dinastia (Merneptah)                                                                |
| TT275         | Sobekmose                                        | Capo dei preti "wab"; Padre divino nel tempio del re Amenhotep III e Sokar | Qurnet Murai        | Periodo ramesside                                                                       |
| TT276         | Amenemopet                                       | Supervisore del tesoro in oro e argento; Giudice; Supervisore del gabinetto | Qurnet Murai        | XVIII dinastia (Thutmosi IV)                                                            |
| TT277         | Amenemonet                                       | Padre Divino nel tempio del re Amenhotep III | Qurnet Murai        | XIX dinastia                                                                            |
| TT278         | Amenemheb                                        | Mandriano di Amon | Qurnet Murai        | XX dinastia                                                                             |
| TT279         | Pabasa                                           | Capo amministratore di Nitokris I, Divina adoratrice di Amon | el-Assasif          | XXVI dinastia (Psammetico I)                                                            |
| TT280         | Intef o Meketre                                  | Capo amministratore; Cancelliere | Sheikh Abd el-Qurna | Medio Regno/inizio                                                                      |
| TT281         | Monthuhotep Sankhkare                            | - | Dra Abu el-Naga     | -                                                                                       |
| TT282         | Anhernakht                                       | Capo degli arcieri; Supervisore delle Terre meridionali | Dra Abu el-Naga     | XIX dinastia                                                                            |
| TT283         | Roma, detto anche Roy                            | Primo Profeta di Amon | Dra Abu el-Naga     | XIX dinastia (Ramses II - Merneptah)                                                    |
| TT284         | Pahemnetjer                                      | Scriba delle offerte di tutti gli dei | Dra Abu el-Naga     | Periodo ramesside                                                                       |
| TT285         | Iny                                              | Capo dei magazzini di Mut | Dra Abu el-Naga     | Periodo ramesside                                                                       |
| TT286         | Niay                                             | Scriba della tavola | Dra Abu el-Naga     | Periodo ramesside                                                                       |
| TT287         | Pendua                                           | Prete "wab" di Amon | Dra Abu el-Naga     | Periodo ramesside                                                                       |
| TT288         | Bakhenkhons                                      | Scriba del divino libro di Khonsu | Dra Abu el-Naga     | Periodo ramesside                                                                       |
| TT289         | Setau                                            | Viceré di Kush; Supervisore delle terre meridionali; Capo degli arcieri di Kush | Dra Abu el-Naga     | XIX dinastia (Ramses II)                                                                |
| TT290         | Irinufer                                         | Servo nel Luogo della Verità | Deir el-Medina      | XIX dinastia (Ramses II)                                                                |
| TT291         | Nakhtmin e Nu                                    | Servo nel Luogo della Verità; Servo nel Grande luogo | Deir el-Medina      | XVIII dinastia (Horemheb)                                                               |
| TT292         | Pashedu                                          | Servo nel Luogo della Verità | Deir el-Medina      | XIX dinastia (Sethy I - Ramses II)                                                      |
| TT293         | Ramessenakhte                                    | Primi Profeta di Amon | Dra Abu el-Naga     | XX dinastia (Ramses IV)                                                                 |
| TT294         | Amenhotep, usurpata da Roma                      | Supervisore del granaio di Amon | el-Khokha           | XVIII dinastia (Amenhotep III)                                                          |
| TT295         | Paroy, detto anche Thutmosi                      | Capo dei segreti del petto di Anubi; Prete "sem" nella Casa d'oro; Imbalsamatore | el-Khokha           | XVIII dinastia (Thutmosi IV - Amenhotep III?)                                           |
| TT296         | Nefersekheru                                     | Capo delle divine offerte a tutti gli dei; Funzionario del tesoro | el-Khokha           | XIX dinastia (Ramses II)                                                                |
| TT297         | Amenemopet, detto anche Djehutynefer, o Thonefer | Scriba; Contabile del grano di Amon; Supervisore dei campi | el-Assasif          | XVIII dinastia                                                                          |
| TT298         | Baki Wennefer                                    | Caposquadra nel Luogo della Verità; Servo del faraone nel Luogo della Verità | Deir el-Medina      | XIX dinastia (Ramses II)                                                                |
| TT299         | Inerkhau                                         | Caposquadra nel Luogo della Verità | Deir el-Medina      | -                                                                                       |
| TT300         | Anhotep                                          | Viceré di Kush | Dra Abu el-Naga     | XIX dinastia (Ramses II)                                                                |

### Tombe dei Nobili - da TT301 a TT400
| Catalogazione                | Titolare                       | Titolo                                                                                           | Necropoli           | Dinastia/Periodo                                                                            |
| ---------------------------- | ------------------------------ | ------------------------------------------------------------------------------------------------ | ------------------- | ------------------------------------------------------------------------------------------- |
| TT301                        | Hori                           | Scriba della tavola del re nel dominio di Amon                                                   | Dra Abu el-Naga     | Periodo ramesside                                                                           |
| TT302                        | Paraemheb                      | Supervisore del magazzino                                                                        | Dra Abu el-Naga     | Periodo ramesside                                                                           |
| TT303                        | Paser                          | Capo del magazzino di Amon; Terzo Profeta di Amon                                                | Dra Abu el-Naga     | Periodo ramesside                                                                           |
| TT304                        | Piay                           | Scriba delle offerte alla tavola di Amon; Scriba del Signore delle Due Terre                     | Dra Abu el-Naga     | Periodo ramesside                                                                           |
| TT305                        | Paser                          | Prete "wab" di Amon                                                                              | Dra Abu el-Naga     | Periodo ramesside                                                                           |
| TT306                        | Irdjanen                       | Apritore delle porte nel dominio di Amon                                                         | Dra Abu el-Naga     | Periodo ramesside                                                                           |
| TT307                        | Thonefer                       | -                                                                                                | Dra Abu el-Naga     | Periodo ramesside o XXI dinastia                                                            |
| TT308                        | Kemsit                         | Profetessa di Hathor; unico ornamento del re                                                     | Deir el-Bahari      | XI dinastia (Monthuhotep-Nebhepetre)                                                        |
| TT309                        | sconosciuto                    | -                                                                                                | Sheikh Abd el-Qurna | Periodo ramesside                                                                           |
| TT310                        | sconosciuto                    | Cancelliere del re del Basso Egitto                                                              | Deir el-Bahari      | XI dinastia                                                                                 |
| TT311                        | Kheti                          | Tesoriere del re del Basso Egitto                                                                | Deir el-Bahari      | XI dinastia (Monthuhotep-Nebhepetre)                                                        |
| TT312                        | Nespakhashuty                  | Governatore della città e Visir                                                                  | Deir el-Bahari      | XXVI dinastia (Psammetico I)                                                                |
| TT313 nota anche come MMA513 | Henenu                         | Grande amministratore                                                                            | Deir el-Bahari      | XI dinastia (Mentuhotep II - Mentuhotep III)                                                |
| TT314                        | Horhotep                       | Portatore del sigillo del re del Basso Egitto                                                    | Deir el-Bahari      | XI dinastia                                                                                 |
| TT315                        | Ipi                            | Governatore della città, Visir e giudice                                                         | Deir el-Bahari      | XI dinastia (Mentuhotep II)                                                                 |
| TT316                        | Neferhotep                     | Capo degli arcieri                                                                               | Deir el-Bahari      | Medio Regno                                                                                 |
| TT317                        | Tutnefer                       | Scriba contabile nell'angolo del granaio delle divine offerte di Amon                            | Sheikh Abd el-Qurna | XVIII dinastia (Thutmosi III?)                                                              |
| TT318                        | Amenmose                       | Operaio della necropoli di Amon                                                                  | Sheikh Abd el-Qurna | XVIII dinastia (Thutmosi III - Hatshepsut)                                                  |
| TT319                        | Nofru                          | (Regina sposa di Montuhotep II)                                                                  | Deir el-Bahari      | XI dinastia (Monthuhotep II)                                                                |
| TT320 nota anche come DB320  | cache di Deir el-Bahari        | (vari)                                                                                           | Deir el-Bahari      | -                                                                                           |
| TT321                        | Khaemopet                      | Servo nel Luogo della Verità                                                                     | Deir el-Medina      | XIX dinastia (Ramses II)                                                                    |
| TT322                        | Penshenabu                     | Servo nel Luogo della Verità                                                                     | Deir el-Medina      | XIX dinastia (Ramses II)                                                                    |
| TT323                        | Pashedu                        | Disegnatore nel Luogo della Verità e nel tempio di Sokar                                         | Deir el-Medina      | XIX dinastia (Sethy I)                                                                      |
| TT324                        | Hatiay                         | Supervisore dei Profeti di tutti gli dei, Capo dei Profeti di Sobek, Scriba del tempio di Monthu | Sheikh Abd el-Qurna | XIX dinastia (Ramses II)                                                                    |
| TT325                        | Smen                           | -                                                                                                | Deir el-Medina      | XVIII dinastia                                                                              |
| TT326                        | Pashedu                        | Caposquadra                                                                                      | Deir el-Medina      | (vedi TT3)                                                                                  |
| TT327                        | Turobay                        | Servo nel Luogo della Verità                                                                     | Deir el-Medina      | XIX dinastia (Ramses II)                                                                    |
| TT328                        | Hay                            | Servo nel Luogo della Verità                                                                     | Deir el-Medina      | Periodo ramesside                                                                           |
| TT329                        | Mose, Mose e Ipy               | Tomba di famiglia di servi nel Luogo della Verità                                                | Deir el-Medina      | Periodo ramesside                                                                           |
| TT330                        | Karo                           | Servo nel Luogo della Verità                                                                     | Deir el-Medina      | XIX dinastia (Ramses II)                                                                    |
| TT331                        | Penne, detto anche Sunero      | Primo Profeta di Monthu                                                                          | Sheikh Abd el-Qurna | XIX dinastia (Ramses II)                                                                    |
| TT332                        | Penrenutet                     | Capo guardiano del granaio nel dominio di Amon                                                   | Dra Abu el-Naga     | Periodo ramesside                                                                           |
| TT333                        | sconosciuto                    | -                                                                                                | Dra Abu el-Naga     | XVIII dinastia (Amenhotep III)                                                              |
| TT334                        | sconosciuto                    | -                                                                                                | Dra Abu el-Naga     | XVIII dinastia (Amenhotep III)                                                              |
| TT335                        | Nakhtamun                      | Servo nel Luogo della Verità                                                                     | Deir el-Medina      | XIX dinastia (Ramses II - Merneptah)                                                        |
| TT336                        | Neferronpet                    | Servo nel Luogo della Verità                                                                     | Deir el-Medina      | XIX dinastia (Ramses II - Merneptah)                                                        |
| TT337                        | Ken, usurpata da Eskhons       | (Ken) Scultore nel Luogo della Verità/(Eskhons) non noto                                         | Deir el-Medina      | (Ken) XIX dinastia (Ramses II)/(Eskhons) XXI o XXII dinastia                                |
| TT338                        | May                            | Disegnatore di Amon                                                                              | Deir el-Medina      | XVIII dinastia/fine                                                                         |
| TT339                        | Huy o Pashedu                  | Scalpellino della necropoli; Servo nel Luogo della Verità                                        | Deir el-Medina      | Periodo ramesside                                                                           |
| TT340                        | Amenemhat                      | Servo                                                                                            | Deir el-Medina      | XVIII dinastia/metà                                                                         |
| TT341                        | Nakhtamon                      | Responsabile dell'altare nel Remesseum                                                           | Sheikh Abd el-Qurna | XIX dinastia                                                                                |
| TT342                        | Dhjeutmosi                     | Primo Araldo reale; Principe ereditario                                                          | Sheikh Abd el-Qurna | XVIII dinastia (Thutmosi III)                                                               |
| TT343                        | Paheqamen, detto anche Benia   | Sovrintendente ai lavori                                                                         | Sheikh Abd el-Qurna | XVIII dinastia/inizi                                                                        |
| TT344                        | Piay                           | Supervisore del bestiame                                                                         | Dra Abu el-Naga     | Periodo ramesside                                                                           |
| TT345                        | Amenhotep                      | Prete; il figlio più grande (primogenito) di Thutmosi I                                          | Sheikh Abd el-Qurna | XVIII dinastia (Thutmosi I)                                                                 |
| TT346                        | Amenhotep/Penra                | Supervisore delle donne nel palazzo interno della Divina Adoratrice; Capo dei Medjay             | Sheikh Abd el-Qurna | Tomba di Penra forse Periodo ramesside, usurpata da Amenhotep durante il regno di Ramses IV |
| TT347                        | Hori                           | Scriba                                                                                           | Sheikh Abd el-Qurna | Periodo ramesside                                                                           |
| TT348                        | Na'amutnakht                   | Apritore della Casa d'Oro di Amon; Capo giardiniere del Ramesseum                                | Sheikh Abd el-Qurna | XXII dinastia                                                                               |
| TT349                        | Tiay                           | Supervisore alle penne per uccelli                                                               | Sheikh Abd el-Qurna | XVIII dinastia                                                                              |
| TT350                        | sconosciuto                    | -                                                                                                | Sheikh Abd el-Qurna | XVIII dinastia                                                                              |
| TT351                        | Abau                           | Scriba della cavalleria                                                                          | Deir el-Bahari      | Periodo ramesside                                                                           |
| TT352                        | sconosciuto                    | Supervisore al granaio di Amon                                                                   | Sheikh Abd el-Qurna | XVIII dinastia                                                                              |
| TT353                        | Senenmut                       | Alto Amministratore                                                                              | Deir el-Bahari      | XVIII dinastia                                                                              |
| TT354                        | sconosciuto                    | -                                                                                                | Deir el-Medina      | XVIII dinastia                                                                              |
| TT355                        | Amenpahapy                     | Servo nel Luogo della Verità                                                                     | Deir el-Medina      | XX dinastia                                                                                 |
| TT356                        | Amenemwia                      | Servo nel Luogo della Verità                                                                     | Deir el-Medina      | XIX dinastia                                                                                |
| TT357                        | Tutihermaktuf                  | Servo nel Luogo della Verità                                                                     | Deir el-Medina      | XX dinastia                                                                                 |
| TT358                        | Ahmose-Merytamon               | Figlia di Thutmosi III; Sposa di Amenhotep II                                                    | Deir el-Medina      | XVIII dinastia                                                                              |
| TT359                        | Inherkhau                      | Caposquadra nel Luogo della Verità                                                               | Deir el-Medina      | XX dinastia                                                                                 |
| TT360                        | Qeh                            | Caposquadra nel Luogo della Verità                                                               | Deir el-Medina      | XIX dinastia                                                                                |
| TT361                        | Huy                            | Carpentiere nel Luogo della Verità                                                               | Deir el-Medina      | XIX dinastia                                                                                |
| TT362                        | Paanemwaset                    | Prete di Amon                                                                                    | el-Khokha           | XIX dinastia                                                                                |
| TT363                        | Paraemheb                      | Supervisore dei cantori di Amon                                                                  | el-Khokha           | XIX dinastia                                                                                |
| TT364                        | Amenemheb                      | Scriba delle divine offerte                                                                      | el-Assasif          | XIX dinastia                                                                                |
| TT365                        | Nefermenu                      | Supervisore ai fattori di parrucche di Amon in Karnak; Scriba del tesoro di Amon                 | el-Khokha           | XVIII dinastia (Thutmosi III)                                                               |
| TT366                        | Djar                           | Custode dell'harem del re                                                                        | el-Assasif          | XI dinastia                                                                                 |
| TT367                        | Paser                          | Capo degli arcieri; figlio dell'harem reale; Compagno di Sua maestà                              | Sheikh Abd el-Qurna | XVIII dinastia (Amenhotep II)                                                               |
| TT368                        | Amenhotep, detto anche Huy     | Supervisore degli scultori di Amon a Tebe                                                        | Sheikh Abd el-Qurna | XVIII dinastia/fine                                                                         |
| TT369                        | Khaemwaset                     | Primo Profeta di Ptah; Terzo Profeta di Amon                                                     | el-Khokha           | XIX dinastia                                                                                |
| TT370                        | sconosciuto                    | Scriba reale                                                                                     | el-Khokha           | Periodo ramesside                                                                           |
| TT371                        | sconosciuto                    | -                                                                                                | el-Khokha           | Periodo ramesside                                                                           |
| TT372                        | Amenkhau                       | Supervisore dei carpentieri del tempio di Ramses III                                             | el-Khokha           | XX dinastia                                                                                 |
| TT373                        | Amenmessu                      | Scriba dell'altare del Signore delle Due Terre                                                   | el-Khokha           | Periodo ramesside                                                                           |
| TT374                        | Amenemopet                     | Scriba del tesoro del Ramesseum                                                                  | el-Khokha           | XIX dinastia                                                                                |
| TT375                        | sconosciuto                    | -                                                                                                | Dra Abu el-Naga     | Periodo ramesside                                                                           |
| TT376                        | sconosciuto                    | -                                                                                                | Dra Abu el-Naga     | XVIII dinastia                                                                              |
| TT377                        | sconosciuto                    | -                                                                                                | Dra Abu el-Naga     | Periodo ramesside                                                                           |
| TT378                        | sconosciuto                    | -                                                                                                | Dra Abu el-Naga     | XIX dinastia                                                                                |
| TT379                        | sconosciuto                    | -                                                                                                | Dra Abu el-Naga     | Periodo ramesside                                                                           |
| TT380                        | Ankefenrahorakhty              | Capo in Tebe                                                                                     | Qurnet Murai        | Periodo tolemaico                                                                           |
| TT381                        | Amenemonet                     | Messaggero del re per tutte le terre                                                             | Qurnet Murai        | Periodo ramesside                                                                           |
| TT382                        | Usermontu                      | Primo Profeta di Monthu                                                                          | Qurnet Murai        | Periodo ramesside                                                                           |
| TT383                        | Merymose                       | Viceré di Kush                                                                                   | Qurnet Murai        | XVIII dinastia                                                                              |
| TT384                        | Nebmehyt                       | Prete di Amon nel Ramesseum                                                                      | Sheikh Abd el-Qurna | XIX dinastia                                                                                |
| TT385                        | Hunefer                        | Sindaco (Governatore) di Tebe; SUpervisore al granaio delle divine offerte di Amon               | Sheikh Abd el-Qurna | Periodo ramesside                                                                           |
| TT386                        | Intef                          | Cancelliere del re del Basso Egitto; Supervisore dei soldati                                     | el-Assasif          | Medio Regno                                                                                 |
| TT387                        | Meryptah                       | Scriba reale dell'altare del Signore delle Due Terre                                             | el-Assasif          | XIX dinastia (Ramses II)                                                                    |
| TT388                        | sconosciuto                    | -                                                                                                | el-Assasif          | Periodo saitico                                                                             |
| TT389                        | Basa                           | Ciambellano di Min; Prete; Sindaco (Governatore) di Tebe                                         | el-Assasif          | Periodo saitico                                                                             |
| TT390                        | Irtyrau                        | Scriba femmina; Capo guardiano della Divina Adoratrice di Amon Nitocris I                        | el-Assasif/area sud | XXVI dinastia (Psammetico I)                                                                |
| TT391                        | Karabasken                     | Profeta di Khonsemweset-Neferhotep; Quarto Profeta di Amon; Sindaco (Governatore) della città    | el-Assasif/area sud | XXV dinastia                                                                                |
| TT392                        | sconosciuto                    | -                                                                                                | -                   | Periodo saitico                                                                             |
| TT393                        | sconosciuto                    | -                                                                                                | -                   | XVIII dinastia                                                                              |
| TT394                        | sconosciuto                    | -                                                                                                | -                   | Periodo ramesside                                                                           |
| TT395                        | sconosciuto                    | -                                                                                                | -                   | Periodo ramesside                                                                           |
| TT396                        | sconosciuto                    | -                                                                                                | -                   | XVIII dinastia                                                                              |
| TT397                        | Nakht                          | Prete wabdi Amon; Sovrintendente del magazzino di Amon; primo figlio del re                      | Sheikh Abd el-Qurna | XVIII dinastia                                                                              |
| TT398                        | Kamose, detto anche Nentowaref | Figlio dell'harem reale                                                                          | Sheikh Abd el-Qurna | XVIII dinastia (?)                                                                          |
| TT399                        | sconosciuto                    | -                                                                                                | Sheikh Abd el-Qurna | Periodo ramesside                                                                           |
| TT399A                       | Penrennu                       | -                                                                                                | Sheikh Abd el-Qurna | Periodo ramesside                                                                           |
| TT400                        | sconosciuto                    | -                                                                                                | Sheikh Abd el-Qurna | ?                                                                                           |

### Tombe dei Nobili - da TT401 a TT415
| Catalogazione | Titolare                | Titolo                                                                  | Necropoli           | Dinastia/Periodo                             |
| ------------- | ----------------------- | ----------------------------------------------------------------------- | ------------------- | -------------------------------------------- |
| TT401         | Nebseny                 | Supervisore degli orafi di Amon                                         | Dra Abu el-Naga     | XVIII dinastia (Thutmosi III o Amenhotep II) |
| TT402         | sconosciuto             | -                                                                       | Dra Abu el-Naga     | XVIII dinastia (Thutmosi IV o Amenhotep III) |
| TT403         | Merymaat                | Scriba del tempio                                                       | Sheikh Abd el-Qurna | XVIII dinastia/Periodo ramesside             |
| TT404         | Akhamenerau             | Capo amministratore delle Divine Adoratrici Amenardis I e Shepenupet II | el-Assasif          | XXV dinastia                                 |
| TT405         | Khenty                  | Nomarca                                                                 | el-Khokha           | Primo Periodo Intermedio                     |
| TT406         | Piay                    | Scriba dell'altare del Signore delle Due Terre                          | el-Assasif          | Periodo ramesside                            |
| TT407         | Bentenduanetjer         | Ciambellano della Divina Adoratrice                                     | el-Assasif          | XXVI dinastia (Periodo saita)                |
| TT408         | Bakenamon               | Capo dei lavoratori della tenuta del dominio di Amon                    | el-Assasif          | Periodo ramesside                            |
| TT409         | Samut, detto anche Kiki | Contabile del bestiame del dominio di Amon                              | el-Assasif          | Periodo ramesside (XIX dinastia)             |
| TT410         | Mutirdais               | Capo dei seguaci della Sacerdotessa del Dio                             | el-Assasif          | -                                            |
| TT411         | Psamtek                 | -                                                                       | el-Assasif          | -                                            |
| TT412         | Kenamon                 | Scriba reale                                                            | el-Assasif          | -                                            |
| TT413         | Unasankh                | Supervisore dell'Alto Egitto                                            | el-Assasif          | -                                            |
| TT414         | Ankhhor                 | Sindaco (Governatore) di Menfi                                          | el-Assasif          | XXVI dinastia                                |
| TT415         | Amenhotep               | Capo dei medici di Amon                                                 | el-Assasif          | -                                            |

## Tombe "perdute": serie "A"; "B"; "C"; "D"
Tombe di cui è nota l'esistenza per notizie storico archeologiche, ma generalmente non individuate sul terreno.

### Area di Dra Abu el-Naga (Serie A)
| Catalogazione | Titolare        | Titolo                                                      | Necropoli                              | Dinastia/Periodo      |
| ------------- | --------------- | ----------------------------------------------------------- | -------------------------------------- | --------------------- |
| A1            | Amenemhat       | Prete Kha                                                   | Dra Abu al-Nega (valle settentrionale) | XVIII dinastia        |
| A2            | sconosciuto     | -                                                           | Dra Abu al-Nega (valle settentrionale) | XVII dinastia         |
| A3            | Ruru            | Capo della polizia                                          | Dra Abu al-Nega (valle settentrionale) | Nuovo Regno           |
| A4            | Wensu           | Contabile del grano                                         | Dra Abu al-Nega (collina principale)   | XVIII dinastia/metà   |
| A5            | Neferhotep      | Supervisore ai granai                                       | Dra Abu al-Nega (collina principale)   | XVIII dinastia/metà   |
| A6            | Thutnefer Seshu | Supervisore delle aree paludose                             | Dra Abu al-Nega (collina principale)   | XVIII dinastia/metà   |
| A7            | Amenhotep       | Contabile                                                   | Dra Abu al-Nega (collina principale)   | XVIII dinastia/metà   |
| A8            | Amenemheb       | Sindaco (Governatore) di Tebe                               | Dra Abu al-Nega (collina principale)   | XVIII dinastia/fine   |
| A9            | sconosciuto     | -                                                           | Dra Abu al-Nega (collina principale)   | XVIII dinastia/metà   |
| A10           | Thutnefer       | Supervisore al tesoro                                       | Dra Abu al-Nega (collina principale)   | XVIII dinastia/metà   |
| A11           | Khamwaset       | -                                                           | Dra Abu al-Nega (collina principale)   | Nuovo Regno           |
| A12           | Nebwenenef      | Supervisore agli abitanti delle paludi nel dominio di Amon  | Dra Abu al-Nega (collina principale)   | Periodo ramesside (?) |
| A13           | Paimes          | Ispettore dei magazzini dei doni                            | Dra Abu al-Nega (collina principale)   | XVIII dinastia        |
| A14           | sconosciuto     | -                                                           | Dra Abu al-Nega (collina principale)   | Periodo ramesside     |
| A15           | Amenemheb       | Capo portinaio dei domini di Amon                           | Dra Abu al-Nega (collina principale)   | Periodo ramesside     |
| A16           | Thuthotep       | Supervisore della tenuta in Tebe                            | Dra Abu al-Nega (collina principale)   | Periodo ramesside     |
| A17           | Userhat         | Responsabile dei controllori dei granai del dominio di Amon | Dra Abu al-Nega (collina principale)   | Periodo ramesside     |
| A18           | Amenemipet      | Capo degli scribi del dominio di Amon                       | Dra Abu al-Nega (collina principale)   | Periodo ramesside     |
| A19           | Amenhotep       | Sindaco (Governatore) di Tjeny (Thinis)                     | Dra Abu al-Nega (valle centrale)       | XVIII dinastia        |
| A20           | Nakht           | Supervisore dei granai di Amon                              | Dra Abu al-Nega (valle centrale)       | XVIII dinastia/inizio |
| A21           | sconosciuto     | -                                                           | Dra Abu al-Nega (valle centrale)       | XVIII dinastia/fine   |
| A22           | Neferhebef      | Contabile dei granai                                        | Dra Abu al-Nega (valle centrale)       | XVIII dinastia        |
| A23           | Penaashefyt     | Supervisore al tesoro                                       | Dra Abu al-Nega (valle centrale)       | Periodo ramesside     |
| A24           | Samut           | Secondo prete di Amon                                       | Dra Abu al-Nega (valle centrale)       | XVIII dinastia/fine   |
| A25           | sconosciuto     | -                                                           | Dra Abu al-Nega (valle centrale)       | XVIII dinastia        |
| A26           | sconosciuto     | -                                                           | Dra Abu al-Nega (valle meridionale)    | Periodo ramesside     |
| A27           | Say             | Scriba presso l'altare del re                               | Dra Abu al-Nega (ubicazione non nota)  | Nuovo Regno           |
| A28           | Nakht (?)       | -                                                           | Dra Abu al-Nega (ubicazione non nota)  | Periodo ramesside     |

### Area di el-Khokha (Serie B)
| Catalogazione | Titolare                       | Titolo                                      | Necropoli | Dinastia/Periodo    |
| ------------- | ------------------------------ | ------------------------------------------- | --------- | ------------------- |
| B1            | Mehehy                         | Prete puro di Amon                          | el-Khokha | Periodo ramesside   |
| B2            | Amenneferu                     | Prete puro di prua (?)                      | el-Khokha | XVIII dinastia/metà |
| B3            | Hauf                           | Capo area di produzione del dominio di Amon | el-Khokha | Periodo tardo       |
| B4            | oggi identificata con la TT41  | -                                           | el-Khokha | -                   |
| B5            | oggi identificata con la TT386 | -                                           | el-Khokha | -                   |

### Area di Sheikh Abd El-Qurna (Serie C)
| Catalogazione | Titolare                                          | Titolo                                                               | Necropoli                               | Dinastia/Periodo        |
| ------------- | ------------------------------------------------- | -------------------------------------------------------------------- | --------------------------------------- | ----------------------- |
| C1            | Amenhotep                                         | Supervisore dei carpentieri                                          | Sheikh Abd El-Qurna (versante nord-est) | XVIII dinastia/fine     |
| C2            | Amenemhat                                         | Ufficiale                                                            | Sheikh Abd El-Qurna (versante nord-est) | XVIII dinastia/inizi    |
| C3            | Amenhotep                                         | Vice tesoriere                                                       | Sheikh Abd El-Qurna (versante nord-est) | XVIII dinastia (?)      |
| C4            | Merymaat                                          | Prete puro della verità                                              | Sheikh Abd El-Qurna (versante nord-est) | XVIII dinastia/fine (?) |
| C5            | sconosciuto                                       | -                                                                    | Sheikh Abd El-Qurna (vallata)           | XVIII dinastia/fine (?) |
| C6            | Ipy                                               | Supervisore alle barche nel tempio di Thutmosi IV                    | Sheikh Abd El-Qurna (vallata)           | XVIII dinastia/metà     |
| C7            | Hormose                                           | Comandante delle guardie del tesoro del Ramesseo                     | Sheikh Abd El-Qurna (vallata)           | Periodo ramesside       |
| C8            | Nakht                                             | Supervisore al pollame nel dominio di Amon                           | Sheikh Abd El-Qurna (vallata)           | XVIII dinastia          |
| C9            | non considerata, oggi, come sepoltura a sé stante | -                                                                    | Sheikh Abd El-Qurna (vallata)           | -                       |
| C10           | Penrenenu                                         | Scriba della tavola delle offerte                                    | Sheikh Abd El-Qurna (vallata)           | XVIII dinastia          |
| C11           | Nebseny                                           | Supervisore agli orafi di Amon                                       | Sheikh Abd El-Qurna (vallata)           | XVIII dinastia/metà     |
| C12           | Mahu                                              | Sovrintendente della porta                                           | Sheikh Abd El-Qurna (vallata)           | -                       |
| C13           | sconosciuto                                       | -                                                                    | Sheikh Abd El-Qurna (vallata)           | -                       |
| C14           | Ankhefenthut Neferibraseneb                       | -                                                                    | Sheikh Abd El-Qurna (vallata)           | Periodo Tardo           |
| C15           | non noto                                          | Sovrintendente delle due case dell'oro e delle due case dell'argento | Sheikh Abd El-Qurna (vallata)           | XVIII dinastia          |

### Area di Qurnet Murai (Serie D)
| Catalogazione | Titolare        | Titolo                            | Necropoli    | Dinastia/Periodo    |
| ------------- | --------------- | --------------------------------- | ------------ | ------------------- |
| D1            | Nehy            | Viceré di Nubia                   | Qurnet Murai | XVIII dinastia/metà |
| D2            | Petersuemhebsed | -                                 | Qurnet Murai | Nuovo Regno         |
| D3            | Mahu            | Supervisore alla tenuta reale (?) | Qurnet Murai | XVIII dinastia (?)  |

### Annotazioni
1. ↑  I campi della Duat, ovvero l'aldilà egizio, si trovavano, secondo le credenze, proprio sulla riva occidentale del grande fiume.
2. ↑  Nella sua epoca di utilizzo, l'area era nota come "Quella di fronte al suo Signore" (con riferimento alla riva orientale, dove si trovavano le strutture dei Palazzi di residenza dei re e i templi dei principali dei) o, più semplicemente, "Occidente di Tebe".
3. ↑  I primi esempi di coni funerari risalgono alla XI dinastia, ma non sono iscritti. Originariamente policromi e lunghi fino ad oltre 50 cm, diminuiscono di dimensioni durante il Nuovo Regno. L'uso di tali manufatti è limitato, per quanto è dato di sapere, alla sola area tebana. L'alto numero di ritrovamenti, oltre 400, di cui solo una minima parte assegnabile a precise sepolture, è sintomatico della gran quantità di tombe mai scoperte, o andate distrutte nel corso dei millenni. La più vasta raccolta di coni funerari si trova presso il Petrie Museum di Londra.
4. ↑  Le planimetrie qui riportate non sono in scala ed hanno valore esclusivamente di visione d'insieme; l'ubicazione delle singole sepolture non è topograficamente esatta, ma vuole visualizzare la concentrazione delle tombe in alcune aree, nonché il "disordine" con cui le stese sono state classificate.
5. ↑  È incerto il significato del termine Assasif, mentre "favo" è la traduzione del termine Khokha.
6. ↑  Bab el-Malikat.
7. ↑  Il palazzo di Malkata occupava un'area di circa 350000 m².
8. ↑  Tra gli anni quaranta e cinquanta del Novecento, uno degli architetti più famosi dell'Egitto, Hassan Fathy, progettò e realizzò un insediamento abitativo più prossimo alle sponde del Nilo, Qurna Girdida. Intento del governo era quello di trasferirvi la popolazione dei piccoli insediamenti che ancora occupavano le aree archeologiche causando notevoli danni anche a seguito degli scavi abusivi. L'"esperimento" non ebbe successo e le popola zioni locali occuparono solo in minima parte il nuovo abitato.
9. ↑  Si vedano Deir el-Medina, ovvero Monastero della città, o Deir el-Bahari, Monastero del nord.
10. ↑  Notevoli sono i disegni di Vivant Denon della tomba TT65 di Nebamun. Nel complesso, tuttavia, non molti sono i disegni relativi all'area sepolcrale tebana realizzati in loco. Nella pubblicazione finale della Description de l'Égypte furono tuttavia riportate numerose riproduzioni di testi e decorazioni che erano stati asportati e portati in Francia. Edme François Jomard riportò inoltre la descrizione di alcune tombe, nonché alcuni episodi sintomatici del trattamento cui le tombe, ed i relativi occupanti, venivano sottoposti giungendo addirittura ad usare le mummie, impregnate di bitume, come combustibile per i fuochi notturni. Nel suo resoconto, inoltre, Jomard mise in guardia gli esploratori dall'usare torce all'interno delle tombe data l'alta infiammabilità delle stesse mummie.
11. ↑  Belzoni si avvalse anche della collaborazione di un agente locale, il greco Giovanni d'Athanasi detto "Yanni", che iniziò, tuttavia, la stagione delle razzie sistematiche. Il d'Athanasi, infatti, non esitò a spogliare molte delle tombe note e, trovatene alcune intatte, a depredarle senza, tuttavia, lasciare alcuna traccia delle scoperte eseguite.
12. ↑  Scrive Belzoni: «gli arabi di Gurna vivono presso l'entrata medesima delle caverne che hanno essi scoperte; innalzando muraglie di recinto, si formano abitazioni per essi e stalle per i loro cammelli, bufali, pecore, capre e cani. Il popolo di Gurna che si è arrogato il monopolio delle antichità, è gelosissimo quando i forestieri fanno ricerche per conto proprio guardandosi bene di mostrare i luoghi ove sanno certamente trovarsi qualche antichità...»
13. ↑  Titolo completo: "Thebes, its Tombs and their Tenants ancient and present including a record of excavations in the Necropolis".
14. ↑  Le tombe sono riportate in ordine di scoperta in tabelle che vedono le seguenti colonne: numero; nome del/i titolare/i (in geroglifico con relativa traslitterazione); principale titolo/i del/i titolare/i (in geroglifico con relativa traduzione); periodo della sepoltura; sistema di chiusura (ove esistente, generalmente porta o cancello in ferro); ubicazione (precisazione della necropoli); riferimento alle fotografie panoramiche (tavole fuori testo) delle necropoli allegate da pag. 45 in poi.
15. ↑  A titolo esemplificativo, si consideri che la TT400, della necropoli di Sheikh Abd el-Qurna, si trova tra la TT76 e la TT78, o che la TT6 di Deir el-Medina, si trova tra la TT216 e la TT266.
16. ↑  Set-Maat = "sede della Verità" era uno dei nomi con cui era noto il villaggio operaio di Deir el-Medina. Il villaggio era anche noto come Pa-demi, ovvero, semplicemente, "il villaggio".
17. 1 2  I preti "wab", ma anche "uab", o "uebu", appartenevano al basso clero ed erano incaricati della manutenzione degli strumenti del culto e degli oggetti comunque ad esso connessi. A loro competeva il lavacro e l'abbigliamento giornaliero della statua del dio presso cui operavano e a loro competeva il trasporto della statua del dio (generalmente su una barca sacra) durante le cerimonie. Erano gerarchicamente sottoposti ad un "grande prete wab" cui competevano le operazioni giornaliere di culto della divinità.
18. ↑  Era compito dei preti "lettori" l'organizzazione delle cerimonie e la recitazione ad alta voce, durante le cerimonie sacre, degli inni previsti. Proprio per tale conoscenza delle invocazioni giuste e corrette, i "lettori" venivano considerati detentori di poteri magici.
19. ↑  DB, ovvero Deir el-Bahari.

### Fonti
1. ↑  Donadoni 1999, p. 115.
2. ↑  Reeves e De Luca 2001, , p. 337.
3. ↑  Redford 2001, , P-Z, p. 386.
4. 1 2  Donadoni 1999, , p. 115.
5. 1 2  Donadoni 1999, , p. 116.
6. 1 2  Donadoni 1999, , p. 117.
7. ↑  Donadoni 1999, , p. 118.
8. ↑  Wilkinson 1837.
9. ↑  Rhind 1862.
10. ↑  Donadoni 1999, , pp. 118-119.
11. ↑  Met Collections.
12. ↑  Gardiner e Weigall 1913.
13. ↑  Donadoni 1999, , p. 120.
14. ↑  Porter e Moss 1927.
15. ↑  Donadoni 1999, , pp. 119-120.
16. ↑  Gardiner e Weigall 1913, pp. 16-39.
17. 1 2  Gardiner e Weigall 1913, p. 10.
18. ↑  Donadoni 1999, p. 120.
19. ↑  Gardiner e Weigall 1913,  pp. 16-25 fino alla TT252.
20. ↑  Tosi 2005, , Vol. II, p. 152.
21. ↑  Gardiner e Weigall 1913,  pp. 25-35 fino alla TT252.
22. ↑  Gardiner e Weigall 1913,  pp. 35-39 fino alla TT252.
23. ↑  Porter e Moss 1927,  pp. 337-446, dalla TT253.
24. ↑  Porter e Moss 1927,  pp. 380-443, dalla TT300 alla TT399.
25. ↑  Porter e Moss 1927,  pp. 443-446, dalla TT400 alla TT409.
26. ↑  Porter e Moss 1927,  pp. 447-455.
27. ↑  Porter e Moss 1927,  pp. 455-456.
28. ↑  Porter e Moss 1927,  pp. 456-460.
29. ↑  Porter e Moss 1927,  p. 461.